# Elecciones municipales de 2021 en la Región Metropolitana de Santiago
La presente es una lista de las personas que han postulado a las alcaldías de las 52 comunas de la región Metropolitana para las Elecciones municipales de Chile de 2021.

## Provincia de Chacabuco

### Colina

#### Alcalde
| Alcalde actual              | Mario Olavarría Rodríguez (UDI) | Mario Olavarría Rodríguez (UDI) | Mario Olavarría Rodríguez (UDI) | Mario Olavarría Rodríguez (UDI) | Mario Olavarría Rodríguez (UDI) |
| Candidato                   | Pacto                           | Partido                         | Votos                           | %                               | Resultado                       |
| --------------------------- | ------------------------------- | ------------------------------- | ------------------------------- | ------------------------------- | ------------------------------- |
| Elisa Gálvez Espinace       | Frente Amplio                   | RD                              | 2.334                           | 5,64                            |                                 |
| Andrés Vásquez Medina       | Unidos por la Dignidad          | DC                              | 8.846                           | 21,38                           |                                 |
| Isabel Valenzuela Ahumada   | Chile Vamos                     | UDI                             | 11.312                          | 27,34                           | Alcaldesa                       |
| Rigoberto Mansilla Mansilla | Dignidad Ahora                  | Ind.                            | 873                             | 2,11                            |                                 |
| Alejandra Bravo Hidalgo     | Independiente                   | Ind.                            | 2.456                           | 5,94                            |                                 |
| Mauricio Morán Avendaño     | Independiente                   | Ind.                            | 6.114                           | 14,78                           |                                 |
| Alejandra Álvarez Chaparro  | Independiente                   | Ind.                            | 1.140                           | 2,76                            |                                 |
| Gonzalo Torres Ferrari      | Independiente                   | Ind.                            | 8.303                           | 20,07                           |                                 |

#### Concejales electos[2]
| Candidato                 | Pacto                         | Partido    | Votos | %    |
| ------------------------- | ----------------------------- | ---------- | ----- | ---- |
| Víctor Flores Paillacheo  | Chile Digno, Verde y Soberano | PCCh       | 2.089 | 5,22 |
| Soledad Vial Cummins      | Chile Vamos                   | RN         | 1.591 | 3,98 |
| Catalina Vergara Lillo    | Frente Amplio                 | Ind. / COM | 1.762 | 4,40 |
| Pablo Atenas Valenzuela   | Unidos por la Dignidad        | PDC        | 1.220 | 3,05 |
| Juan Alcarruz Sandoval    | Unidad por el Apruebo         | PS         | 1.385 | 3,46 |
| María Lantadilla Budinich | Chile Vamos                   | EVOP       | 1.855 | 4,64 |
| Sebastián Keitel Rondón   | Chile Vamos                   | EVOP       | 2.228 | 5,57 |
| Angélica Antiman Palma    | Chile Vamos                   | UDI        | 2.728 | 6,82 |

     Concejal que obtiene la primera mayoría de votos en las elecciones municipales, realizadas el 15 y 16 de mayo de 2021.

### Lampa

#### Alcalde
| Alcaldesa actual        | Graciela Ortúzar Novoa (RN) | Graciela Ortúzar Novoa (RN) | Graciela Ortúzar Novoa (RN) | Graciela Ortúzar Novoa (RN) | Graciela Ortúzar Novoa (RN) |
| Candidato               | Pacto                       | Partido                     | Votos                       | %                           | Resultado                   |
| ----------------------- | --------------------------- | --------------------------- | --------------------------- | --------------------------- | --------------------------- |
| Giordano Delpin Pino    | Frente Amplio               | RD                          | 3.976                       | 14,48                       |                             |
| Carlos Escobar Tobler   | Unidos por la Dignidad      | DC                          | 9.084                       | 33,09                       |                             |
| Camilo Escobar Ortúzar  | Chile Vamos                 | RN                          | 4.467                       | 16,27                       |                             |
| Ricardo Noé Reyes       | Unión Patriótica            | UPA                         | 368                         | 1,34                        |                             |
| Jonathan Opazo Carrasco | Independiente               | Ind.                        | 9.559                       | 34,82                       | Alcalde                     |

#### Concejales electos
| Candidato                    | Pacto                         | Partido    | Votos  | %     |
| ---------------------------- | ----------------------------- | ---------- | ------ | ----- |
| Esteban González Tobar       | Chile Digno, Verde y Soberano | PCCh       | 903    | 3,42  |
| Claudia González Bueno       | Chile Vamos                   | RN         | 745    | 2,82  |
| Alejandra Salas Cannobbio    | Frente Amplio                 | Ind. / COM | 1.3000 | 5,18  |
| Cristian Talamilla López     | Unidos por la Dignidad        | Ind. / CIU | 1.255  | 4,75  |
| Elisa Millaquen Quidel       | Unidad por el Apruebo         | PS         | 3.352  | 12,69 |
| Washington Vergara Navarrete | Unidad por el Apruebo         | PS         | 496    | 1,88  |

     Concejal que obtiene la primera mayoría de votos en las elecciones municipales, realizadas el 15 y 16 de mayo de 2021.

### Til Til

#### Alcalde
| Alcaldesa actual        | Alcaldesa actual      | Eva Aburto Gajardo (UDI) | Eva Aburto Gajardo (UDI) | Eva Aburto Gajardo (UDI) | Eva Aburto Gajardo (UDI) |
| Candidato               | Pacto                 | Partido                  | Votos                    | %                        | Resultado                |
| ----------------------- | --------------------- | ------------------------ | ------------------------ | ------------------------ | ------------------------ |
| Bárbara González Zúñiga | Unidad por el Apruebo | PPD                      | 1.843                    | 26,65                    |                          |
| Luis Valenzuela Cruzat  | Frente Amplio         | RD                       | 2.460                    | 35,57                    | Alcalde                  |
| Eva Vargas Aburto       | Chile Vamos           | Ind.                     | 1.192                    | 17,24                    |                          |
| Sergio Tapia Sandoval   | Independiente         | Ind.                     | 1.421                    | 20,55                    |                          |

#### Concejales electos
| Candidato                    | Pacto                         | Partido   | Votos | %     |
| ---------------------------- | ----------------------------- | --------- | ----- | ----- |
| Elvio Santana González       | Chile Digno, Verde y Soberano | PCCh      | 347   | 5,10  |
| Nelda Gil Gómez              | Frente Amplio                 | Ind. / CS | 413   | 6,07  |
| María Delgadillo González    | Unidos por la Dignidad        | PDC       | 261   | 3,83  |
| César Mena Retamal           | Unidos por la Dignidad        | PDC       | 1.034 | 15,19 |
| Valentina Domínguez Saavedra | Unidad por el Apruebo         | Ind./PS   | 426   | 6,26  |
| Camilo Para Soto             | Unidad por el Apruebo         | Ind./PPD  | 508   | 7,46  |

     Concejal que obtiene la primera mayoría de votos en las elecciones municipales, realizadas el 15 y 16 de mayo de 2021.

## Provincia de Cordillera

### Pirque

#### Alcalde
| Alcalde actual           | Alcalde actual        | Cristian Balmaceda Undurraga (RN) | Cristian Balmaceda Undurraga (RN) | Cristian Balmaceda Undurraga (RN) | Cristian Balmaceda Undurraga (RN) |
| Candidato                | Pacto                 | Partido                           | Votos                             | %                                 | Resultado                         |
| ------------------------ | --------------------- | --------------------------------- | --------------------------------- | --------------------------------- | --------------------------------- |
| Jaime Escudero Ramos     | Unidad por el Apruebo | Ind.                              | 4.661                             | 38,69                             | Alcalde                           |
| Natalia Pérez Cerda      | Chile Vamos           | RN                                | 2.405                             | 19,96                             |                                   |
| Martín Lecaros Fernández | Independiente         | Ind.                              | 2.843                             | 23,60                             |                                   |
| Daniel Díaz Gallardo     | Independiente         | Ind.                              | 2.139                             | 17,75                             |                                   |

#### Concejales electos
| Candidato                 | Pacto                         | Partido   | Votos | %    |
| ------------------------- | ----------------------------- | --------- | ----- | ---- |
| Sergio Ulloa Galdames     | Chile Digno, Verde y Soberano | PCCh      | 622   | 5,33 |
| Consuelo Spiegel Espinoza | Chile Vamos                   | Ind. / RN | 377   | 3,23 |
| Sebastián Díaz Muñoz      | Frente Amplio                 | Ind. / CS | 1.114 | 9,55 |
| Luis Batalle Pedreros     | Unidad por el Apruebo         | PS        | 834   | 7,15 |
| María Mujica Vizcaya      | Chile Vamos                   | UDI       | 577   | 4,95 |
| Betzabé Muñoz Herrera     | Radicales                     | PR        | 689   | 5,91 |

     Concejal que obtiene la primera mayoría de votos en las elecciones municipales, realizadas el 15 y 16 de mayo de 2021.

### Puente Alto

#### Alcalde
| Alcalde actual            | Alcalde actual                | Germán Codina Powers (RN) | Germán Codina Powers (RN) | Germán Codina Powers (RN) | Germán Codina Powers (RN) |
| Candidato                 | Pacto                         | Partido                   | Votos                     | %                         | Resultado                 |
| ------------------------- | ----------------------------- | ------------------------- | ------------------------- | ------------------------- | ------------------------- |
| Luis Escanilla Benavides  | Unidad por el Apruebo         | PS                        | 15.090                    | 8,77                      |                           |
| Rodrigo González González | Chile Digno, Verde y Soberano | PCCh                      | 13.967                    | 8,12                      |                           |
| Germán Codina Powers      | Chile Vamos                   | RN                        | 87.257                    | 50,72                     | Alcalde                   |
| Matías Toledo Herrera     | Dignidad Ahora                | PI                        | 55.709                    | 32,38                     |                           |

#### Concejales electos
| Candidato                   | Pacto                         | Partido | Votos  | %    |
| --------------------------- | ----------------------------- | ------- | ------ | ---- |
| Denisse Hermosilla Carvallo | Chile Digno, Verde y Soberano | PCCh    | 10.448 | 6,48 |
| María Yáñez Real            | Chile Digno, Verde y Soberano | PCCh    | 5.199  | 3,22 |
| Olivier Mellado Rodríguez   | Chile Vamos                   | RN      | 7.185  | 4,46 |
| Karina Órdenes Ramírez      | Chile Vamos                   | RN      | 5.086  | 3,15 |
| Felipe Ossandón Ross        | Chile Vamos                   | Ind./RN | 7.185  | 4,46 |
| Sara Contreras Alarcón      | Frente Amplio                 | CS      | 3.437  | 2,13 |
| María Salinas Lueyza        | Dignidad Ahora                | PI      | 8.970  | 5,56 |
| Juan Concha Olivares        | Dignidad Ahora                | Ind.    | 7.142  | 4,43 |
| Denisse Layseca Plaza       | Dignidad Ahora                | Ind.    | 6.122  | 3,80 |
| Macarena Gárate González    | Unidad por el Apruebo         | PS      | 6.475  | 4,02 |

     Concejal que obtiene la primera mayoría de votos en las elecciones municipales, realizadas el 15 y 16 de mayo de 2021.

### San José de Maipo

#### Alcalde
| Alcalde actual           | Alcalde actual        | Luis Pezoa Álvarez (RN) | Luis Pezoa Álvarez (RN) | Luis Pezoa Álvarez (RN) | Luis Pezoa Álvarez (RN) |
| Candidato                | Pacto                 | Partido                 | Votos                   | %                       | Resultado               |
| ------------------------ | --------------------- | ----------------------- | ----------------------- | ----------------------- | ----------------------- |
| Roberto Pérez Catalán    | Unidad por el Apruebo | PR                      | 3.765                   | 46,39                   | Alcalde                 |
| Benjamín Bustos González | Frente Amplio         | CS                      | 412                     | 5,08                    |                         |
| Alberto Alday Salinas    | Chile Vamos           | RN                      | 1.481                   | 18,25                   |                         |
| Verónica Seguel Oyarzún  | Dignidad Ahora        | Ind.                    | 385                     | 4,74                    |                         |
| Maite Birke Abaroa       | Independiente         | Ind.                    | 2.073                   | 25,54                   |                         |

#### Concejales electos
| Candidato                    | Pacto                 | Partido   | Votos | %     |
| ---------------------------- | --------------------- | --------- | ----- | ----- |
| Alejandro Hormazábal Arteaga | Chile Vamos           | RN        | 1.322 | 16,06 |
| Franco Manzano Aranis        | Chile Vamos           | RN        | 284   | 3,45  |
| Diego Trincado Herrera       | Frente Amplio         | Ind. / RD | 541   | 6,57  |
| Carmen Iracabal Kneer        | Unidad por el Apruebo | PS        | 341   | 4,14  |
| Luis Vargas Sandoval         | Unidad por el Apruebo | PS        | 589   | 7,15  |
| Mario Fernández Romero       | Radicales             | Ind./PR   | 791   | 9,61  |

     Concejal que obtiene la primera mayoría de votos en las elecciones municipales, realizadas el 15 y 16 de mayo de 2021.

## Provincia de Maipo

### Buin

#### Alcalde
| Alcalde actual          | Alcalde actual               | Miguel Araya Lobos (UDI) | Miguel Araya Lobos (UDI) | Miguel Araya Lobos (UDI) | Miguel Araya Lobos (UDI) |
| Candidato               | Pacto                        | Partido                  | Votos                    | %                        | Resultado                |
| ----------------------- | ---------------------------- | ------------------------ | ------------------------ | ------------------------ | ------------------------ |
| Patricio Silva González | Unidad por el Apruebo        | PPD                      | 8.701                    | 25,35                    |                          |
| Miguel Araya Lobos      | Chile Vamos                  | UDI                      | 14.378                   | 41,90                    | Alcalde                  |
| Rolando Meza Román      | Dignidad Ahora               | PH                       | 714                      | 2,08                     |                          |
| Rodrigo Cerda Candia    | Ecologistas e Independientes | PEV                      | 5.131                    | 14,95                    |                          |
| Nibaldo Flores Navarro  | Independiente                | Ind.                     | 4.292                    | 12,51                    |                          |
| Juan Prat Allendes      | Independiente                | Ind.                     | 1.101                    | 3,21                     |                          |

#### Concejales electos
| Candidato                 | Pacto                         | Partido  | Votos | %    |
| ------------------------- | ----------------------------- | -------- | ----- | ---- |
| Tamara Aguilera Cartagena | Chile Digno, Verde y Soberano | PCCh     | 1.700 | 5,16 |
| Manuel Sánchez Guajardo   | Chile Vamos                   | RN       | 1.171 | 3,56 |
| Francisco Becerra Osorio  | Unidos por la Dignidad        | PDC      | 1.340 | 4,07 |
| Marcelo Álvarez Álvarez   | Ecologistas e Independientes  | PEV      | 3.251 | 9,87 |
| Blanca Rivas Maldonado    | Ecologistas e Independientes  | PEV      | 825   | 2,51 |
| Ariel Gómez Muñoz         | Unidad por el Apruebo         | PPD      | 953   | 2,89 |
| Claudio Salinas Morales   | Chile Vamos                   | UDI      | 2.851 | 8,66 |
| Pedro Fuentes Hidalgo     | Chile Vamos                   | Ind./UDI | 1.163 | 3,53 |

     Concejal que obtiene la primera mayoría de votos en las elecciones municipales, realizadas el 15 y 16 de mayo de 2021.

### Calera de Tango

#### Alcalde
| Alcalde actual               | Alcalde actual         | Erasmo Valenzuela Santibáñez (Ind.) | Erasmo Valenzuela Santibáñez (Ind.) | Erasmo Valenzuela Santibáñez (Ind.) | Erasmo Valenzuela Santibáñez (Ind.) |
| Candidato                    | Pacto                  | Partido                             | Votos                               | %                                   | Resultado                           |
| ---------------------------- | ---------------------- | ----------------------------------- | ----------------------------------- | ----------------------------------- | ----------------------------------- |
| Constanza Valenzuela Rocuant | Unidos por la Dignidad | Ind.                                | 4.484                               | 39,13                               |                                     |
| Hortensia Mora Catalán       | Chile Vamos            | UDI                                 | 4.864                               | 42,45                               | Alcaldesa                           |
| Marco Jofré Muñoz            | Independiente          | Ind.                                | 2.110                               | 18,42                               |                                     |

#### Concejales electos
| Candidato                 | Pacto                  | Partido | Votos | %     |
| ------------------------- | ---------------------- | ------- | ----- | ----- |
| Juan Lobos Herrera        | Chile Vamos            | RN      | 682   | 6,23  |
| Juan Cornejo González     | Frente Amplio          | COM     | 1.032 | 9,43  |
| Nelly Vera López          | Frente Amplio          | RD      | 474   | 4,33  |
| Leonardo Esquivel Farías  | Unidos por la Dignidad | PDC     | 502   | 4,59  |
| Catalina Magaña Iturriaga | Unidad por el Apruebo  | PS      | 1.169 | 10,68 |
| Carolina Saavedra Rojas   | Chile Vamos            | UDI     | 1,469 | 13,42 |

     Concejal que obtiene la primera mayoría de votos en las elecciones municipales, realizadas el 15 y 16 de mayo de 2021.

### Paine

#### Alcalde
| Alcalde actual               | Alcalde actual                | Diego Vergara Rodríguez (RN) | Diego Vergara Rodríguez (RN) | Diego Vergara Rodríguez (RN) | Diego Vergara Rodríguez (RN) |
| Candidato                    | Pacto                         | Partido                      | Votos                        | %                            | Resultado                    |
| ---------------------------- | ----------------------------- | ---------------------------- | ---------------------------- | ---------------------------- | ---------------------------- |
| Mario Arros Muñoz            | Chile Digno, Verde y Soberano | FRVS                         | 5.891                        | 26,43                        |                              |
| Loreto Galindo Sazo          | Unidos por la Dignidad        | DC                           | 3.260                        | 14,63                        |                              |
| Rodrigo Contreras Gutiérrez  | Chile Vamos                   | UDI                          | 6.175                        | 27,71                        | Alcalde                      |
| Elizabeth Lazo Quezada       | Ecologistas e Independientes  | Ind.                         | 1.558                        | 6,99                         |                              |
| Jaime Aránguiz Miranda       | Independiente                 | Ind.                         | 1.526                        | 6,85                         |                              |
| Ana Carolina Santis González | Independiente                 | Ind.                         | 3.876                        | 17,39                        |                              |

#### Concejales electos
| Candidato                  | Pacto                         | Partido   | Votos | %    |
| -------------------------- | ----------------------------- | --------- | ----- | ---- |
| Paulina Calderón Jara      | Chile Digno, Verde y Soberano | PCCh      | 490   | 2,29 |
| Esteban Calderón Salas     | Chile Vamos                   | RN        | 843   | 3,94 |
| Jorge Molina Silva         | Dignidad Ahora                | Ind. / PI | 863   | 4,04 |
| Marco San Martín Zdrazil   | Unidad por el Apruebo         | PS        | 902   | 4,22 |
| Cecilia Altamirano Vivanco | Chile Vamos                   | EVO       | 856   | 4,00 |
| Claudia Ahumada Arias      | Chile Vamos                   | UDI       | 741   | 3,47 |

     Concejal que obtiene la primera mayoría de votos en las elecciones municipales, realizadas el 15 y 16 de mayo de 2021.

### San Bernardo

#### Alcalde
| Alcalde actual               | Alcalde actual                | Leonel Cádiz Soto (PS) | Leonel Cádiz Soto (PS) | Leonel Cádiz Soto (PS) | Leonel Cádiz Soto (PS) |
| Candidato                    | Pacto                         | Partido                | Votos                  | %                      | Resultado              |
| ---------------------------- | ----------------------------- | ---------------------- | ---------------------- | ---------------------- | ---------------------- |
| Christopher White Bahamondes | Unidad por el Apruebo         | PS                     | 27.033                 | 32,58                  | Alcalde                |
| Wladimir Bolton Muñoz        | Chile Digno, Verde y Soberano | PCCh                   | 6.595                  | 7,95                   |                        |
| Amparo García Saldías        | Chile Vamos                   | Ind.                   | 10.189                 | 12,28                  |                        |
| Juan Villavicencio Pastén    | Dignidad Ahora                | PH                     | 2.147                  | 2,59                   |                        |
| Álvaro Soto Ibáñez           | Independiente                 | Ind.                   | 3.967                  | 4,78                   |                        |
| Jovanka Collao Martínez      | Independiente                 | Ind.                   | 10.292                 | 12,40                  |                        |
| Christian Pino López         | Independiente                 | Ind.                   | 19.044                 | 22,95                  |                        |
| Víctor Mol Alcantara         | Independiente                 | Ind.                   | 3.706                  | 4,47                   |                        |

#### Concejales electos
| Candidato                  | Pacto                         | Partido     | Votos | %    |
| -------------------------- | ----------------------------- | ----------- | ----- | ---- |
| Cristina Cofré Guerrero    | Chile Digno, Verde y Soberano | PCCh        | 3.767 | 4,82 |
| Marcelo Sepúlveda Oyanedel | Chile Digno, Verde y Soberano | Ind. / FRVS | 1.506 | 1,93 |
| Marcela Novoa Sandoval     | Chile Vamos                   | RN          | 1.180 | 1,51 |
| Romina Baeza Illanes       | Frente Amplio                 | CS          | 1.841 | 2,35 |
| Paola Collao Santelices    | Unidos por la Dignidad        | Ind. / PRO  | 2.047 | 2,62 |
| Karina Leyton Espinoza     | Dignidad Ahora                | Ind. / PH   | 2.401 | 3,07 |
| Roberto Soto Ferrada       | Unidad por el Apruebo         | PS          | 4.065 | 5,20 |
| Marjorie del Pino Díaz     | Unidad por el Apruebo         | Ind. / PS   | 1.808 | 2,31 |
| Mariela Araya Cuevas       | Chile Vamos                   | UDI         | 1.761 | 2,25 |
| Leonel Navarro Ormeño      | Radicales                     | PR          | 2.067 | 2,64 |

     Concejal que obtiene la primera mayoría de votos en las elecciones municipales, realizadas el 15 y 16 de mayo de 2021.

## Provincia de Melipilla

### Alhué

#### Alcalde
| Alcalde actual        | Alcalde actual         | Roberto Torres (PDC) | Roberto Torres (PDC) | Roberto Torres (PDC) | Roberto Torres (PDC) |
| Candidato             | Pacto                  | Partido              | Votos                | %                    | Resultado            |
| --------------------- | ---------------------- | -------------------- | -------------------- | -------------------- | -------------------- |
| Roberto Torres Huerta | Unidos por la Dignidad | PDC                  | 2.645                | 78,05                | Alcalde              |
| Eugenia Gárate Ponce  | Independiente          | Ind.                 | 639                  | 18,86                |                      |
| Miriam Bravo Soto     | Independiente          | Ind.                 | 105                  | 3,10                 |                      |

#### Concejales electos
| Candidato                | Pacto                  | Partido | Votos | %     |
| ------------------------ | ---------------------- | ------- | ----- | ----- |
| Carmen Espinoza Pastene  | Unidos por la Dignidad | PDC     | 303   | 9,13  |
| Marco Urbano Cifuentes   | Unidos por la Dignidad | PDC     | 410   | 12,36 |
| Roberto Aravena Miranda  | Unidos por la Dignidad | PDC     | 213   | 6,42  |
| José Arellano Blanco     | Dignidad Ahora         | Ind./PH | 364   | 10,97 |
| Álex Riquelme Tarifeño   | Unidad por el Apruebo  | PS      | 149   | 4,88  |
| Leonel Acevedo Irrazabal | Chile Vamos            | UDI     | 312   | 9,40  |

     Concejal que obtiene la primera mayoría de votos en las elecciones municipales, realizadas el 15 y 16 de mayo de 2021.

### Curacaví

#### Alcalde
| Alcalde actual                 | Alcalde actual                | Juan Pablo Barros Basso (Ind.) | Juan Pablo Barros Basso (Ind.) | Juan Pablo Barros Basso (Ind.) | Juan Pablo Barros Basso (Ind.) |
| Candidato                      | Pacto                         | Partido                        | Votos                          | %                              | Resultado                      |
| ------------------------------ | ----------------------------- | ------------------------------ | ------------------------------ | ------------------------------ | ------------------------------ |
| Ariadne Conte Chassin-Trubert  | Chile Digno, Verde y Soberano | PCCh                           | 3.281                          | 24,23                          |                                |
| Juan Pablo Barros Basso        | Chile Vamos                   | Ind.                           | 5.444                          | 40,21                          | Alcalde                        |
| César Retamal Monsalves        | Unión Patriótica              | UPA                            | 180                            | 1,33                           |                                |
| Rafael Jiménez Salazar         | Independiente                 | Ind.                           | 1.829                          | 13,51                          |                                |
| Christian Hernández Villanueva | Independiente                 | Ind.                           | 2.806                          | 20,72                          |                                |

#### Concejales electos
| Candidato                    | Pacto                         | Partido   | Votos | %     |
| ---------------------------- | ----------------------------- | --------- | ----- | ----- |
| Patricio Moncada Ovalle      | Chile Digno, Verde y Soberano | Ind./PCCh | 746   | 5,72  |
| Lidia Araos Henríquez        | Chile Vamos                   | RN        | 1.082 | 8,29  |
| María Arco Herrera           | Unidos por la Dignidad        | PDC       | 471   | 3,61  |
| Marcela Sepúlveda Zamora     | Unidad por el Apruebo         | PS        | 1.125 | 8,62  |
| Sandra Ponce Baeza           | Chile Vamos                   | UDI       | 466   | 3,57  |
| Katherine de la Vega Fuentes | Independiente                 | Ind.      | 1.727 | 13,23 |

     Concejal que obtiene la primera mayoría de votos en las elecciones municipales, realizadas el 15 y 16 de mayo de 2021.

### María Pinto

#### Alcalde
| Alcalde actual            | Alcalde actual                | Jessica Mualim Fajuri (RN) | Jessica Mualim Fajuri (RN) | Jessica Mualim Fajuri (RN) | Jessica Mualim Fajuri (RN) |
| Candidato                 | Pacto                         | Partido                    | Votos                      | %                          | Resultado                  |
| ------------------------- | ----------------------------- | -------------------------- | -------------------------- | -------------------------- | -------------------------- |
| Pablo Gutiérrez Ramírez   | Chile Digno, Verde y Soberano | PCCh                       | 588                        | 10,50                      |                            |
| Jessica Mualim Fajuri     | Chile Vamos                   | RN                         | 2.529                      | 45,18                      | Alcaldesa                  |
| Rodrigo Portuguez Fuentes | Independiente                 | Ind.                       | 2.481                      | 44,32                      |                            |

#### Concejales electos
| Candidato                | Pacto                 | Partido  | Votos | %     |
| ------------------------ | --------------------- | -------- | ----- | ----- |
| Eugenio Carrera Meneses  | Chile Vamos           | RN       | 498   | 9,03  |
| María Jiménez Álvarez    | Unidad por el Apruebo | Ind./PPD | 666   | 12,08 |
| Eduardo Aguirre González | Unidad por el Apruebo | PS       | 358   | 6,49  |
| Salomón Corvalán Huerta  | Unidad por el Apruebo | PPD      | 426   | 7,73  |
| Andrea Budge Weber       | Chile Vamos           | UDI      | 291   | 5,28  |
| Claudia Velásquez Muñoz  | Chile Vamos           | UDI      | 451   | 8,18  |

     Concejal que obtiene la primera mayoría de votos en las elecciones municipales, realizadas el 15 y 16 de mayo de 2021.

### Melipilla

#### Alcalde
| Alcalde actual         | Alcalde actual               | Iván Campos Aravena (RN) | Iván Campos Aravena (RN) | Iván Campos Aravena (RN) | Iván Campos Aravena (RN) |
| Candidato              | Pacto                        | Partido                  | Votos                    | %                        | Resultado                |
| ---------------------- | ---------------------------- | ------------------------ | ------------------------ | ------------------------ | ------------------------ |
| Lorena Olavarría Baeza | Frente Amplio                | CS                       | 10,079                   | 30,01                    | Alcaldesa                |
| Juan González Alarcón  | Unidos por la Dignidad       | PDC                      | 8.173                    | 24,34                    |                          |
| Iván Campos Aravena    | Chile Vamos                  | Ind.                     | 7.531                    | 22,43                    |                          |
| Álvaro Tobar Gómez     | Ecologistas e Independientes | PEV                      | 2.406                    | 7,16                     |                          |
| Claudio Zúñiga Cortés  | Independiente                | Ind.                     | 5.392                    | 16,06                    |                          |

#### Concejales electos
| Candidato                  | Pacto                         | Partido  | Votos | %    |
| -------------------------- | ----------------------------- | -------- | ----- | ---- |
| Óscar Rojas Gallardo       | Chile Digno, Verde y Soberano | PCCh     | 603   | 1,85 |
| Alexander Henríquez Armijo | Chile Vamos                   | RN       | 1.179 | 3,63 |
| Bastián Alarcón Atenas     | Frente Amplio                 | CS       | 1.324 | 4,07 |
| Daniel Domínguez González  | Unidos por la Dignidad        | PDC      | 1.562 | 4,80 |
| Claudio Martínez Medina    | Unidad por el Apruebo         | PS       | 2.027 | 6,23 |
| José Guerra Silva          | Unidad por el Apruebo         | PPD      | 741   | 2,28 |
| José Cabión Danta          | Chile Vamos                   | Ind./EVO | 1.151 | 3,54 |
| Fernando Pérez Aguirre     | Chile Vamos                   | UDI      | 661   | 2,03 |

     Concejal que obtiene la primera mayoría de votos en las elecciones municipales, realizadas el 15 y 16 de mayo de 2021.

### San Pedro

#### Alcalde
| Alcalde actual       | Alcalde actual        | Manuel Devia (UDI) | Manuel Devia (UDI) | Manuel Devia (UDI) | Manuel Devia (UDI) |
| Candidato            | Pacto                 | Partido            | Votos              | %                  | Resultado          |
| -------------------- | --------------------- | ------------------ | ------------------ | ------------------ | ------------------ |
| Emilio Cerda Sagurie | Unidad por el Apruebo | PPD                | 2.270              | 52,84              | Alcalde            |
| Manuel Devia Vilches | Chile Vamos           | UDI                | 1.824              | 42,46              |                    |
| Matilde Armijo Landa | Independiente         | Ind.               | 202                | 4,70               |                    |

#### Concejales electos
| Candidato                    | Pacto                         | Partido   | Votos | %     |
| ---------------------------- | ----------------------------- | --------- | ----- | ----- |
| Juan Ramón Núñez Pinto       | Chile Digno, Verde y Soberano | Ind./PCCh | 159   | 3,82  |
| Maricel Tapia Cifuentes      | Unidad por el Apruebo         | PS        | 412   | 9,89  |
| Evelyn Farias Olmedo         | Unidad por el Apruebo         | PPD       | 215   | 5,16  |
| Francisco Devia Castro       | Chile Vamos                   | UDI       | 432   | 10,37 |
| Esteban Herrada Catalán      | Chile Vamos                   | UDI       | 409   | 9,82  |
| Katherine de la Vega Fuentes | Radicales                     | PR        | 456   | 10,95 |

     Concejal que obtiene la primera mayoría de votos en las elecciones municipales, realizadas el 15 y 16 de mayo de 2021.

## Provincia de Santiago

### Cerrillos

#### Alcalde
| Alcalde actual                | Alcalde actual                | Arturo Aguirre Gacitúa (PS) | Arturo Aguirre Gacitúa (PS) | Arturo Aguirre Gacitúa (PS) | Arturo Aguirre Gacitúa (PS) |
| Candidato                     | Pacto                         | Partido                     | Votos                       | %                           | Resultado                   |
| ----------------------------- | ----------------------------- | --------------------------- | --------------------------- | --------------------------- | --------------------------- |
| Arturo Aguirre Gacitúa        | Unidad por el Apruebo         | PS                          | 6.126                       | 21,37                       |                             |
| Eugenio Peñaloza Figueroa     | Chile Digno, Verde y Soberano | PCCh                        | 2.310                       | 8,06                        |                             |
| María Luisa Figueroa Garrido  | Frente Amplio                 | Com.                        | 3.811                       | 13,29                       |                             |
| Alejandro Almendares Calderón | Chile Vamos                   | Ind.                        | 7.424                       | 25,89                       |                             |
| Lorena Facuse Rojas           | Independiente                 | Ind.                        | 9.002                       | 31,40                       | Alcaldesa                   |

#### Concejales electos
| Candidato              | Pacto                         | Partido  | Votos | %    |
| ---------------------- | ----------------------------- | -------- | ----- | ---- |
| Daniela Tapia Gómez    | Chile Digno, Verde y Soberano | PCCh     | 1.371 | 4,96 |
| Sara Miranda Carquín   | Chile Vamos                   | RN       | 1.146 | 4,15 |
| Luis Leiva Godoy       | Frente Amplio                 | RD       | 1.584 | 5,73 |
| Josefina Osorio Oviedo | Ecologistas e Independientes  | Ind./PEV | 1.593 | 5,76 |
| Roxana Muñoz Daza      | Unidad por el Apruebo         | PS       | 1.494 | 5,41 |
| Orfilia Castro Tobar   | Unidad por el Apruebo         | PPD      | 2.627 | 9,50 |

     Concejal que obtiene la primera mayoría de votos en las elecciones municipales, realizadas el 15 y 16 de mayo de 2021.

### Cerro Navia

#### Alcalde
| Alcalde actual          | Alcalde actual | Mauro Tamayo Rozas (Ind.) | Mauro Tamayo Rozas (Ind.) | Mauro Tamayo Rozas (Ind.) | Mauro Tamayo Rozas (Ind.) |
| Candidato               | Pacto          | Partido                   | Votos                     | %                         | Resultado                 |
| ----------------------- | -------------- | ------------------------- | ------------------------- | ------------------------- | ------------------------- |
| Magaly Acevedo Escárate | Chile Vamos    | EVOP                      | 6.212                     | 14,05                     |                           |
| Mauro Tamayo Rozas      | Independiente  | Ind.                      | 33.480                    | 75,73                     | Alcalde                   |
| Iris Morales Olivares   | Independiente  | Ind.                      | 4.517                     | 10,22                     |                           |

#### Concejales electos
| Candidato                | Pacto                         | Partido     | Votos | %     |
| ------------------------ | ----------------------------- | ----------- | ----- | ----- |
| Judith Rodríguez Lazcano | Chile Digno, Verde y Soberano | PCCh        | 3.273 | 7,67  |
| Karyn Huenteleo Vargas   | Chile Digno, Verde y Soberano | PCCh        | 4.412 | 10,46 |
| Mario Ferrada Leiva      | Chile Digno, Verde y Soberano | Ind. / PCCh | 1.443 | 3,42  |
| David Urbina Huerta      | Chile Digno, Verde y Soberano | FRVS        | 4.644 | 11,01 |
| Paula Cona Huichalao     | Chile Digno, Verde y Soberano | FRVS        | 1.234 | 2,93  |
| Danae Vera Calderón      | Chile Vamos                   | RN          | 1.085 | 2,57  |
| Sebastián Caiceo Bacon   | Frente Amplio                 | RD          | 2.354 | 5,58  |
| Olga Marchant Carvajal   | Unidad por el Apruebo         | PS          | 1.526 | 3,62  |

     Concejal que obtiene la primera mayoría de votos en las elecciones municipales, realizadas el 15 y 16 de mayo de 2021.

### Conchalí

#### Alcalde
| Alcalde actual              | Alcalde actual               | René de la Vega Fuentes (Ind.) | René de la Vega Fuentes (Ind.) | René de la Vega Fuentes (Ind.) | René de la Vega Fuentes (Ind.) |
| Candidato                   | Pacto                        | Partido                        | Votos                          | %                              | Resultado                      |
| --------------------------- | ---------------------------- | ------------------------------ | ------------------------------ | ------------------------------ | ------------------------------ |
| Jeannette Jara Román        | Chile Digno Verde y Soberano | PCCh                           | 8.994                          | 18,78                          |                                |
| Alejandro Vargas González   | Unidos por la Dignidad       | PDC                            | 7.552                          | 15,77                          |                                |
| Rodrigo Caramori Donoso     | Chile Vamos                  | PRI                            | 2.483                          | 5,18                           |                                |
| Erick Coñoman Garay         | Dignidad Ahora               | PH                             | 6.812                          | 14,22                          |                                |
| René de la Vega Fuentes     | Independiente                | Ind.                           | 13.769                         | 28,75                          | Alcalde                        |
| Marcela Rosales Belmar      | Independiente                | Ind.                           | 5.943                          | 12,41                          |                                |
| María Elena Valenzuela Pino | Independiente                | Ind.                           | 2.345                          | 4,90                           |                                |

#### Concejales electos
| Candidato                  | Pacto                         | Partido | Votos | %    |
| -------------------------- | ----------------------------- | ------- | ----- | ---- |
| Santiago Arriagada Rojas   | Chile Digno, Verde y Soberano | PCCh    | 2.120 | 4,62 |
| Grace Arcos Maturana       | Chile Digno, Verde y Soberano | PCCh    | 4.318 | 9,41 |
| Natalia Sarmiento Medina   | Chile Vamos                   | Ind/RN  | 1.651 | 3,60 |
| Patricia Molina Molina     | Unidos por la Dignidad        | PDC     | 2.037 | 4,44 |
| Marjorie Melo Valenzuela   | Dignidad Ahora                | Ind/PH  | 1.165 | 2,54 |
| Dennisse Palacios Guzmán   | Ecologistas e Independientes  | Ind/PEV | 1.332 | 2,90 |
| Mario Soto Alarcón         | Unidad por el Apruebo         | PS      | 1.846 | 4,02 |
| Carlos Sottolichio Urquiza | Unidad por el Apruebo         | PPD     | 1.741 | 3,81 |

     Concejal que obtiene la primera mayoría de votos en las elecciones municipales, realizadas el 15 y 16 de mayo de 2021.

### El Bosque

#### Alcalde
| Alcalde actual            | Alcalde actual                | Sadi Melo Moya (PS) | Sadi Melo Moya (PS) | Sadi Melo Moya (PS) | Sadi Melo Moya (PS) |
| Candidato                 | Pacto                         | Partido             | Votos               | %                   | Resultado           |
| ------------------------- | ----------------------------- | ------------------- | ------------------- | ------------------- | ------------------- |
| Manuel Zúñiga Aguilar     | Unidad por el Apruebo         | PS                  | 16.448              | 31,51               | Alcalde             |
| Héctor Cataldo González   | Chile Digno, Verde y Soberano | Ind.                | 3.461               | 6,63                |                     |
| Ramona Miranda Espinoza   | Frente Amplio                 | Ind.                | 7.946               | 15,22               |                     |
| Patricia Arriagada Núñez  | Chile Vamos                   | UDI                 | 10.588              | 20,28               |                     |
| Marcelo Olivares Figueroa | Ecologistas e Independientes  | PEV                 | 3.979               | 7,62                |                     |
| Rafael Henríquez Sotelo   | Unión Patriótica              | UPA                 | 659                 | 1,26                |                     |
| Sebastián Vega Umatino    | Independiente                 | Ind.                | 9.122               | 17,47               |                     |

#### Concejales electos
| Candidato                    | Pacto                         | Partido  | Votos | %    |
| ---------------------------- | ----------------------------- | -------- | ----- | ---- |
| José Miguel Laiño González   | Chile Digno, Verde y Soberano | PCCh     | 1.953 | 3,87 |
| Patricia Coñoman Carrillo    | Chile Digno, Verde y Soberano | PCCh     | 1.704 | 3,38 |
| Carlos Contreras Muñoz       | Chile Vamos                   | RN       | 2.354 | 4,66 |
| Araceli Carcassón Echeverría | Frente Amplio                 | Ind./CS  | 1.793 | 3,55 |
| Nicol Sepúlveda Hernández    | Ecologistas e Independientes  | PEV      | 2.360 | 4,67 |
| Lorena Downey Belmar         | Unidad por el Apruebo         | PS       | 3.649 | 7,23 |
| Simón Melo Contreras         | Unidad por el Apruebo         | PS       | 2.983 | 5,91 |
| Claudia Cancino Rodríguez    | Unidad por el Apruebo         | Ind./PPD | 1.293 | 2,56 |

     Concejal que obtiene la primera mayoría de votos en las elecciones municipales, realizadas el 15 y 16 de mayo de 2021.

### Estación Central

#### Alcalde
| Alcalde actual        | Alcalde actual        | Miguel Abdo Ara (UDI) | Miguel Abdo Ara (UDI) | Miguel Abdo Ara (UDI) | Miguel Abdo Ara (UDI) |
| Candidato             | Pacto                 | Partido               | Votos                 | %                     | Resultado             |
| --------------------- | --------------------- | --------------------- | --------------------- | --------------------- | --------------------- |
| Angélica Cid Venegas  | Unidad por el Apruebo | PS                    | 12.842                | 27,03                 |                       |
| Felipe Muñoz Vallejos | Frente Amplio         | Ind.                  | 27.722                | 58,35                 | Alcalde               |
| Gustavo Hasbún Selume | Chile Vamos           | UDI                   | 6.942                 | 14,61                 |                       |

##### Encuesta
| Encuesta      | Fecha    | Muñoz FA | Cid UxA | Hasbún ChV | B/N   |
| ------------- | -------- | -------- | ------- | ---------- | ----- |
| Encuesta      | Fecha    |          |         |            | B/N   |
| Natural Phone | Abr 2021 | 29,0%    | 21,6%   | 17,0%      |       |
| Natural Phone | May 2021 | 37,5%    | 24%     | 20%        | 17,6% |

#### Concejales electos
| Candidato                     | Pacto                         | Partido    | Votos | %    |
| ----------------------------- | ----------------------------- | ---------- | ----- | ---- |
| Pedro Tapia Correa            | Chile Digno, Verde y Soberano | PCCh       | 2.600 | 5,68 |
| María Pacheco Romero          | Chile Digno, Verde y Soberano | PCCh       | 2.016 | 4,41 |
| Maga Miranda Díaz             | Frente Amplio                 | RD         | 1.314 | 2,87 |
| Patricio González Manzor      | Frente Amplio                 | Ind. / COM | 1.807 | 3,95 |
| Michelle Tabilo Gatica        | Unidos por la Dignidad        | Ind. / PRO | 1.297 | 2,83 |
| Robinson Valdebenito Espinoza | Unidad por el Apruebo         | PS         | 3.189 | 6,97 |
| Guillermo Flores Contreras    | Unidad por el Apruebo         | PPD        | 3.105 | 6,79 |
| Ivo Pavlovic Lazcano          | Chile Vamos                   | UDI        | 1.393 | 3,04 |

     Concejal que obtiene la primera mayoría de votos en las elecciones municipales, realizadas el 15 y 16 de mayo de 2021.

### Huechuraba

#### Alcalde
| Alcalde actual         | Alcalde actual        | Carlos Cuadrado Prats (PPD) | Carlos Cuadrado Prats (PPD) | Carlos Cuadrado Prats (PPD) | Carlos Cuadrado Prats (PPD) |
| Candidato              | Pacto                 | Partido                     | Votos                       | %                           | Resultado                   |
| ---------------------- | --------------------- | --------------------------- | --------------------------- | --------------------------- | --------------------------- |
| Carlos Cuadrado Prats  | Unidad por el Apruebo | PPD                         | 20.724                      | 56,52                       | Alcalde                     |
| Miguel Ramírez Miranda | Frente Amplio         | Ind.                        | 6.785                       | 18,50                       |                             |
| Remza Delic Sasso      | Chile Vamos           | Ind.                        | 5.303                       | 14,46                       |                             |
| Daniel Bustos Aguayo   | Dignidad Ahora        | Ind.                        | 3.855                       | 10,51                       |                             |

#### Concejales electos
| Candidato                | Pacto                         | Partido   | Votos | %    |
| ------------------------ | ----------------------------- | --------- | ----- | ---- |
| Bárbara Plaza Escobar    | Chile Digno, Verde y Soberano | Ind./PCCh | 1.654 | 4,72 |
| Fernando Pérez Navarro   | Chile Vamos                   | RN        | 662   | 1,89 |
| Elizabeth Roco Campos    | Frente Amplio                 | Ind./RD   | 975   | 2,78 |
| Ignacio Silva Santa Cruz | Unidos por la Dignidad        | PDC/PDC   | 1.225 | 3,49 |
| Karina Soto Rodríguez    | Ecologistas e Independientes  | Ind./PEV  | 1.358 | 3,87 |
| Leonardo Igor Bustamante | Unidad por el Apruebo         | PS        | 2.330 | 6,65 |
| Carolina Rojas Charcas   | Unidad por el Apruebo         | PPD       | 2.401 | 6,85 |
| María Elisa Kaelín Tello | Unidad por el Apruebo         | Ind./PPD  | 750   | 2,14 |

     Concejal que obtiene la primera mayoría de votos en las elecciones municipales, realizadas el 15 y 16 de mayo de 2021.

### Independencia

#### Alcalde
| Alcalde actual             | Alcalde actual         | Gonzalo Durán Baronti (Ind.) | Gonzalo Durán Baronti (Ind.) | Gonzalo Durán Baronti (Ind.) | Gonzalo Durán Baronti (Ind.) |
| Candidato                  | Pacto                  | Partido                      | Votos                        | %                            | Resultado                    |
| -------------------------- | ---------------------- | ---------------------------- | ---------------------------- | ---------------------------- | ---------------------------- |
| América López Moris        | Unidos por la Dignidad | DC                           | 2.196                        | 7,18                         |                              |
| Juan Carlos Gazmuri Barker | Chile Vamos            | Ind.                         | 6.888                        | 22,52                        |                              |
| René Miranda Barrales      | Dignidad Ahora         | PI                           | 2.000                        | 6,54                         |                              |
| Gonzalo Durán Baronti      | Independiente          | Ind.                         | 16.644                       | 54,41                        | Alcalde                      |
| Margarita Garrido Acevedo  | Independiente          | Ind.                         | 2.860                        | 9,35                         |                              |

#### Concejales electos
| Candidato                 | Pacto                         | Partido   | Votos | %    |
| ------------------------- | ----------------------------- | --------- | ----- | ---- |
| Claudia Castañeda Larraín | Chile Digno, Verde y Soberano | PCCh      | 1.507 | 5,16 |
| Rosa Huilipán Castillo    | Chile Digno, Verde y Soberano | PCCh      | 1.455 | 4,98 |
| Rodrigo Barco Sánchez     | Chile Vamos                   | RN        | 2.027 | 6,94 |
| Agustín Iglesias Muñoz    | Chile Vamos                   | Ind. / RN | 1.068 | 3,66 |
| Daniela Parada Vargas     | Frente Amplio                 | Ind. / CS | 1.582 | 5,42 |
| Jennifer Pérez Rivera     | Dignidad Ahora                | PI        | 612   | 2,10 |
| Carola Rivero Canales     | Unidad por el Apruebo         | PS        | 2.078 | 7,12 |
| Juan Cuevas Fonsea        | Unidad por el Apruebo         | PS        | 1.731 | 5,93 |

     Concejal que obtiene la primera mayoría de votos en las elecciones municipales, realizadas el 15 y 16 de mayo de 2021.

### La Cisterna

#### Alcalde
| Alcalde actual             | Alcalde actual               | Joel Olmos Espinoza (Independiente) | Joel Olmos Espinoza (Independiente) | Joel Olmos Espinoza (Independiente) | Joel Olmos Espinoza (Independiente) |
| Candidato                  | Pacto                        | Partido                             | Votos                               | %                                   | Resultado                           |
| -------------------------- | ---------------------------- | ----------------------------------- | ----------------------------------- | ----------------------------------- | ----------------------------------- |
| Orlando Morales Becerra    | Unidad por el Apruebo        | PPD                                 | 6.742                               | 19,23                               |                                     |
| Lorena Meneses Quiroz      | Frente Amplio                | CS                                  | 4.518                               | 12,89                               |                                     |
| Patricia Acevedo González  | Chile Vamos                  | UDI                                 | 6.398                               | 18,25                               |                                     |
| Irma Pérez Llanquín        | Ecologistas e Independientes | PEV                                 | 2.777                               | 7,92                                |                                     |
| María Victoria Mora Guzmán | Independiente                | Ind.                                | 4.637                               | 13,23                               |                                     |
| Joel Olmos Espinoza        | Independiente                | Ind.                                | 9.987                               | 28,49                               | Alcalde                             |

#### Concejales electos
| Candidato                  | Pacto                         | Partido    | Votos | %    |
| -------------------------- | ----------------------------- | ---------- | ----- | ---- |
| Mónica Quezada González    | Chile Digno, Verde y Soberano | PCCh       | 2.085 | 6,15 |
| Jacob Osorio Henríquez     | Chile Digno, Verde y Soberano | Ind./PCCh  | 1.307 | 3,85 |
| Marjorie Vásquez Acuña     | Chile Vamos                   | RN         | 809   | 2,39 |
| Carola Espindola Castro    | Frente Amplio                 | CS         | 1.068 | 3,66 |
| Daniela Parada Vargas      | Ecologistas e Independientes  | Ind. / PEV | 916   | 2,70 |
| Ximena Tobar Vásquez       | Unidad por el Apruebo         | PS         | 1.567 | 4,62 |
| Marcelo Luna Campillay     | Unidad por el Apruebo         | PPD        | 1.642 | 4,84 |
| Alejandro Urrutia Jorquera | Radicales                     | PR         | 1.107 | 3,26 |

     Concejal que obtiene la primera mayoría de votos en las elecciones municipales, realizadas el 15 y 16 de mayo de 2021.

### La Florida

#### Alcalde
| Alcalde actual            | Alcalde actual                | Rodolfo Carter Fernández (Ind.) | Rodolfo Carter Fernández (Ind.) | Rodolfo Carter Fernández (Ind.) | Rodolfo Carter Fernández (Ind.) |
| Candidato                 | Pacto                         | Partido                         | Votos                           | %                               | Resultado                       |
| ------------------------- | ----------------------------- | ------------------------------- | ------------------------------- | ------------------------------- | ------------------------------- |
| Nicolás Hurtado Acuña     | Chile Digno, Verde y Soberano | PCCh                            | 43.294                          | 28,16                           |                                 |
| Camilo Bastías Flores     | Unidos por la Dignidad        | Ciu.                            | 8,906                           | 5,79                            |                                 |
| Rodolfo Carter Fernández  | Chile Vamos                   | Ind.                            | 90.206                          | 58,67                           | Alcalde                         |
| Juan Carlos Zurita Medina | Ecologistas e Independientes  | PEV                             | 11.338                          | 7,37                            |                                 |

#### Concejales electos
| Candidato                  | Pacto                         | Partido   | Votos  | %    |
| -------------------------- | ----------------------------- | --------- | ------ | ---- |
| Marcela Abedrapo Iglesias  | Chile Digno, Verde y Soberano | PCCh      | 13.160 | 9,10 |
| José Seves Rojas           | Chile Digno, Verde y Soberano | PCCh      | 4.306  | 2,98 |
| Felipe Mancilla Mejías     | Chile Vamos                   | RN        | 5.745  | 3,97 |
| Lina Ríos Briceño          | Chile Vamos                   | RN        | 5.849  | 4,04 |
| Lorena Estivales Arratia   | Frente Amplio                 | RD        | 3.837  | 2,65 |
| Roberto Valenzuela Romero  | Unidos por la Dignidad        | PDC       | 2.479  | 1,71 |
| Verónica Miranda Bustos    | Dignidad Ahora                | Ind. / PI | 3.902  | 2,70 |
| Eugenia Hermosilla Paredes | Ecologistas e Independientes  | PEV       | 5.305  | 3,67 |
| Reinaldo Rosales Méndez    | Unidad por el Apruebo         | PPD       | 2.757  | 1,91 |
| Alejandra Parra Galasso    | Chile Vamos                   | UDI       | 8.159  | 5,64 |

     Concejal que obtiene la primera mayoría de votos en las elecciones municipales, realizadas el 15 y 16 de mayo de 2021.

### La Granja

#### Alcalde
| Alcalde actual               | Alcalde actual                | Felipe Delpin Aguilar (DC) | Felipe Delpin Aguilar (DC) | Felipe Delpin Aguilar (DC) | Felipe Delpin Aguilar (DC) |
| Candidato                    | Pacto                         | Partido                    | Votos                      | %                          | Resultado                  |
| ---------------------------- | ----------------------------- | -------------------------- | -------------------------- | -------------------------- | -------------------------- |
| Claudio Arriagada Macaya     | Chile Digno, Verde y Soberano | Ind.                       | 11.883                     | 28,05                      |                            |
| Germán Pino Maturana         | Frente Amplio                 | Com.                       | 7.974                      | 18,82                      |                            |
| Felipe Delpin Aguilar        | Unidos por la Dignidad        | DC                         | 19.594                     | 46,26                      | Alcalde                    |
| Carlos Seaman Ponce          | Chile Vamos                   | RN                         | 1.634                      | 3,86                       |                            |
| Patricia Valenzuela Sandoval | Unión Patriótica              | UPA                        | 1.274                      | 3,01                       |                            |

#### Concejales electos
| Candidato                  | Pacto                         | Partido  | Votos | %    |
| -------------------------- | ----------------------------- | -------- | ----- | ---- |
| Aida Chacon Barraza        | Chile Digno, Verde y Soberano | PCCh     | 1.691 | 4,20 |
| Silvana Poblete Romero     | Frente Amplio                 | CS       | 2.670 | 6,64 |
| Sergio Urbina Nuñez        | Frente Amplio                 | Ind./COM | 1.094 | 2,72 |
| Cristian Carmona Macaya    | Unidos Por la Dignidad        | PDC      | 2.169 | 5,39 |
| José Pavez Inostroza       | Unidos Por la Dignidad        | PDC      | 1.942 | 4,83 |
| José Díaz Díaz             | Ecologistas E Independientes  | Ind./PEV | 1.043 | 2,59 |
| Bernardita Aguirre Cabezas | Unidad por el Apruebo         | PS       | 2.136 | 5,31 |
| Karla Aceituno Saldias     | Unidad por el Apruebo         | Ind./PPD | 8.03  | 2,00 |

     Concejal que obtiene la primera mayoría de votos en las elecciones municipales, realizadas el 15 y 16 de mayo de 2021.

### La Pintana

#### Alcalde
| Alcaldesa actual            | Alcaldesa actual       | Claudia Pizarro Peña (DC) | Claudia Pizarro Peña (DC) | Claudia Pizarro Peña (DC) | Claudia Pizarro Peña (DC) |
| Candidato                   | Pacto                  | Partido                   | Votos                     | %                         | Resultado                 |
| --------------------------- | ---------------------- | ------------------------- | ------------------------- | ------------------------- | ------------------------- |
| Claudia Pizarro Peña        | Unidos por la Dignidad | DC                        | 21.061                    | 42,33                     | Alcaldesa                 |
| Robin Bustamante Molina     | Chile Vamos            | UDI                       | 2.915                     | 5,86                      |                           |
| Guillermo Benavides Aguirre | Independiente          | Ind.                      | 9.593                     | 19,28                     |                           |
| René Díaz Jorquera          | Independiente          | Ind.                      | 13.435                    | 27,00                     |                           |
| Jorge Núñez Sandoval        | Independiente          | Ind.                      | 2.752                     | 5,53                      |                           |

#### Concejales electos
| Candidato                | Pacto                         | Partido    | Votos | %    |
| ------------------------ | ----------------------------- | ---------- | ----- | ---- |
| Juan Bustamante Taiba    | Chile Digno, Verde y Soberano | PCCh       | 2.309 | 5,01 |
| Simón Bolívar Seguel     | Chile Digno, Verde y Soberano | FRVS       | 1.490 | 3,24 |
| Rubén Urrutia Vásquez    | Frente Amplio                 | COM        | 1.060 | 2,30 |
| Marcela Poveda Morales   | Unidos por la Dignidad        | Ind. / PDC | 1.546 | 3,36 |
| Carla Gatica Galdámez    | Unidos por la Dignidad        | Ind. / PRO | 1.369 | 2,97 |
| Lorena Calderón Osorio   | Dignidad Ahora                | PI         | 1.027 | 2,23 |
| Sandra Chacón Salazar    | Ecologistas e Independientes  | Ind. / PEV | 1.891 | 4,11 |
| Scarlet Rohten Quilodrán | Unidad por el Apruebo         | PS         | 2.517 | 5,47 |

     Concejal que obtiene la primera mayoría de votos en las elecciones municipales, realizadas el 15 y 16 de mayo de 2021.

### La Reina

#### Alcalde
| Alcalde actual             | Alcalde actual         | José Manuel Palacios Parra (UDI) | José Manuel Palacios Parra (UDI) | José Manuel Palacios Parra (UDI) | José Manuel Palacios Parra (UDI) |
| Candidato                  | Pacto                  | Partido                          | Votos                            | %                                | Resultado                        |
| -------------------------- | ---------------------- | -------------------------------- | -------------------------------- | -------------------------------- | -------------------------------- |
| Sara Campos Sallato        | Unidos por la Dignidad | PDC                              | 22.344                           | 43,25                            |                                  |
| José Manuel Palacios Parra | Chile Vamos            | UDI                              | 29.323                           | 56,75                            | Alcalde                          |

#### Concejales electos
| Candidato                     | Pacto                         | Partido   | Votos | %    |
| ----------------------------- | ----------------------------- | --------- | ----- | ---- |
| Fresia Pérez González         | Chile Digno, Verde y Soberano | Ind./FRVS | 1.118 | 2,22 |
| Rodolfo Del Real Mihovilovic  | Chile Vamos                   | RN        | 1.946 | 3,86 |
| Fernando Encina Waissbluth    | Frente Amplio                 | CS        | 2.587 | 5,13 |
| Cecilia González Hansen       | Unidos por la Dignidad        | PDC       | 1.498 | 2,97 |
| Cristian Del Canto Quiroga    | Unidad por el Apruebo         | PS        | 2.873 | 5,70 |
| María José Herrera Brummer    | Chile Vamos                   | EVO       | 1.877 | 3,72 |
| Manuel José Covarrubias Cerda | Chile Vamos                   | UDI       | 3.335 | 6,61 |
| Juvenal Olmos Rojas           | Chile Vamos                   | Ind./UDI  | 2.044 | 4,05 |

     Concejal que obtiene la primera mayoría de votos en las elecciones municipales, realizadas el 15 y 16 de mayo de 2021.

### Las Condes

#### Alcalde
| Alcalde actual               | Alcalde actual                | Joaquín Lavín Infante (UDI) | Joaquín Lavín Infante (UDI) | Joaquín Lavín Infante (UDI) | Joaquín Lavín Infante (UDI) |
| Candidato                    | Pacto                         | Partido                     | Votos                       | %                           | Resultado                   |
| ---------------------------- | ----------------------------- | --------------------------- | --------------------------- | --------------------------- | --------------------------- |
| Daniela Peñaloza Ramos       | Chile Vamos                   | UDI                         | 58,599                      | 39,72                       | Alcaldesa                   |
| Gonzalo de la Carrera Correa | Republicanos                  | PRCh                        | 44.704                      | 30,30                       |                             |
| Nicolás Preuss Herrera       | Unidos por la Dignidad        | DC                          | 18.955                      | 12,85                       |                             |
| Marcela Cubillos Hevia       | Chile Digno, Verde y Soberano | Ind.                        | 19.784                      | 13,41                       |                             |
| Catalina Valenzuela Maureira | Dignidad Ahora                | PH                          | 5.498                       | 3,73                        |                             |

#### Concejales electos
| Candidato                             | Pacto         | Partido   | Votos  | %     |
| ------------------------------------- | ------------- | --------- | ------ | ----- |
| Luis Hadad Acevedo                    | Chile Vamos   | RN        | 3.630  | 2,54  |
| Marie Mayo de Goyeneche               | Republicanos  | PRCh      | 2.563  | 1,79  |
| Catalina Ugarte Millán                | Republicanos  | PRCh      | 3.506  | 2,45  |
| Sergio Melnick Israel                 | Republicanos  | Ind./PRCh | 23.533 | 16,44 |
| Vanessa Kaiser Barents-Von Hohenhagen | Republicanos  | Ind./PRCh | 5.375  | 3,76  |
| Isidora Alcalde Egaña                 | Frente Amplio | RD        | 7.484  | 5,23  |
| Javiera Kretschmer Soruco             | Chile Vamos   | Evópoli   | 3.617  | 2,53  |
| Catalina San Martín Cavada            | Chile Vamos   | Evópoli   | 5.516  | 3,85  |
| Julio Dittborn Cordua                 | Chile Vamos   | UDI       | 9.311  | 6,51  |
| Patricio Bopp Tocornal                | Chile Vamos   | UDI       | 7.234  | 5,05  |

     Concejal que obtiene la primera mayoría de votos en las elecciones municipales, realizadas el 15 y 16 de mayo de 2021.

### Lo Barnechea

#### Alcalde
| Alcalde actual               | Alcalde actual | Juan Cristóbal Lira Ibáñez (UDI) | Juan Cristóbal Lira Ibáñez (UDI) | Juan Cristóbal Lira Ibáñez (UDI) | Juan Cristóbal Lira Ibáñez (UDI) |
| Candidato                    | Pacto          | Partido                          | Votos                            | %                                | Resultado                        |
| ---------------------------- | -------------- | -------------------------------- | -------------------------------- | -------------------------------- | -------------------------------- |
| Juan Cristóbal Lira Ibáñez   | Chile Vamos    | UDI                              | 38.685                           | 79,40                            | Alcalde                          |
| Cristóbal Rodríguez Olivares | Dignidad Ahora | Ind.                             | 10.035                           | 20,60                            |                                  |

#### Concejales electos
| Candidato                   | Pacto          | Partido | Votos | %     |
| --------------------------- | -------------- | ------- | ----- | ----- |
| Cristián Daly Dagorret      | Chile Vamos    | RN      | 3.673 | 7,64  |
| Michael Comber Vial         | Chile Vamos    | RN      | 2.366 | 4,92  |
| Benjamín Errázuriz Palacios | Republicanos   | PRCh    | 2.234 | 4,65  |
| Francisco Madrid Vera       | Dignidad Ahora | PH      | 1.403 | 2,92  |
| Juana Mir Balmaceda         | Chile Vamos    | Evópoli | 4.891 | 10,17 |
| Paulette Guiloff Hes        | Chile Vamos    | Evópoli | 2.246 | 4,67  |
| María Urrutia Greve         | Chile Vamos    | UDI     | 2.283 | 4,75  |
| Rodrigo Arellano Falcón     | Chile Vamos    | UDI     | 1.590 | 3,31  |

     Concejal que obtiene la primera mayoría de votos en las elecciones municipales, realizadas el 15 y 16 de mayo de 2021.

### Lo Espejo

#### Alcalde
| Alcaldesa actual      | Alcaldesa actual              | Miguel Bruna Silva (Ind.) | Miguel Bruna Silva (Ind.) | Miguel Bruna Silva (Ind.) | Miguel Bruna Silva (Ind.) |
| Candidato             | Pacto                         | Partido                   | Votos                     | %                         | Resultado                 |
| --------------------- | ----------------------------- | ------------------------- | ------------------------- | ------------------------- | ------------------------- |
| Javiera Reyes Jara    | Chile Digno, Verde y Soberano | PCCh                      | 8.531                     | 23,43                     | Alcaldesa                 |
| Osman Yeomans Jiménez | Frente Amplio                 | CS                        | 4.723                     | 12,97                     |                           |
| Carlos Gardel Berríos | Unidos por la Dignidad        | PDC                       | 3.104                     | 8,53                      |                           |
| Luis Serey Provoste   | Chile Vamos                   | RN                        | 2.121                     | 5,83                      |                           |
| Paula Cancino Cancino | Dignidad Ahora                | PI                        | 2.794                     | 7,67                      |                           |
| Manuel Molina Tapia   | Unión Patriótica              | UPA                       | 349                       | 0,96                      |                           |
| Juan Zambrano Duarte  | Independiente                 | Ind.                      | 4.677                     | 12,85                     |                           |
| Miguel Bruna Silva    | Independiente                 | Ind.                      | 3.716                     | 10,21                     |                           |
| Pedro Mallea Vergara  | Independiente                 | Ind.                      | 1.328                     | 3,65                      |                           |
| José Silva Díaz       | Independiente                 | Ind.                      | 5.062                     | 13,90                     |                           |

#### Concejales electos
| Candidato                 | Pacto                         | Partido  | Votos | %    |
| ------------------------- | ----------------------------- | -------- | ----- | ---- |
| Lorena Galleguillos Oliva | Chile Digno, Verde y Soberano | PCCh     | 2.384 | 6,77 |
| Carolina Sagredo Ugarte   | Chile Digno, Verde y Soberano | PCCh     | 1.030 | 2,92 |
| Javiera López Layana      | Frente Amplio                 | RD       | 1.850 | 5,25 |
| Luis Salinas Matalon      | Unidos por la Dignidad        | PDC      | 712   | 2,02 |
| Francisca Ganga Zúñiga    | Dignidad Ahora                | Ind./PI  | 1.423 | 4,04 |
| Carolina Mena Muñoz       | Ecologistas e Independientes  | Ind./PEV | 1.156 | 3,28 |
| Sandrino Salinas Cortes   | Unidad Por el Apruebo         | PS       | 1.346 | 3,82 |
| Roberto Canales Muñoz     | Unidad Por el Apruebo         | Ind./PPD | 946   | 2,68 |

     Concejala que obtiene la primera mayoría de votos en las elecciones municipales, realizadas el 15 y 16 de mayo de 2021.

### Lo Prado

#### Alcalde
| Alcalde actual                | Alcalde actual        | Maximiliano Ríos Galleguillos (PPD) | Maximiliano Ríos Galleguillos (PPD) | Maximiliano Ríos Galleguillos (PPD) | Maximiliano Ríos Galleguillos (PPD) |
| Candidato                     | Pacto                 | Partido                             | Votos                               | %                                   | Resultado                           |
| ----------------------------- | --------------------- | ----------------------------------- | ----------------------------------- | ----------------------------------- | ----------------------------------- |
| Maximiliano Ríos Galleguillos | Unidad por el Apruebo | PPD                                 | 21.643                              | 60,61                               | Alcalde                             |
| Sebastián Romero Santibáñez   | Chile Vamos           | Ind.                                | 7.012                               | 19,64                               |                                     |
| Alejandro Chanique Soto       | Dignidad Ahora        | PH                                  | 7.056                               | 19,76                               |                                     |

#### Concejales electos
| Candidato                     | Pacto                         | Partido  | Votos | %    |
| ----------------------------- | ----------------------------- | -------- | ----- | ---- |
| Camila Verdugo Ramirez        | Chile Digno, Verde y Soberano | PCCh     | 2.563 | 7,38 |
| Claudia Alejandra Leiva Tapia | Chile Digno, Verde y Soberano | PCCh     | 1.015 | 2,92 |
| César Sanhueza Cea            | Chile Vamos                   | RN       | 1.541 | 4,44 |
| Paola Sandoval Sepulveda      | Frente Amplio                 | Ind./COM | 949   | 2,73 |
| Braulio Camilo Díaz           | Unidos por la Dignidad        | PDC      | 1.454 | 4,19 |
| Juan Moya Zarate              | Dignidad Ahora                | PH       | 1.163 | 3,35 |
| Marco Orellana Barra          | Unidad por el Apruebo         | PPD      | 1.882 | 5,42 |
| Jimmy Arce Leiva              | Unidad por el Apruebo         | PS       | 1.347 | 3,88 |

     Concejala que obtiene la primera mayoría de votos en las elecciones municipales, realizadas el 15 y 16 de mayo de 2021.

### Macul

#### Alcalde
| Alcalde actual           | Alcalde actual         | Gonzalo Montoya Riquelme (Ind.) | Gonzalo Montoya Riquelme (Ind.) | Gonzalo Montoya Riquelme (Ind.) | Gonzalo Montoya Riquelme (Ind.) |
| Candidato                | Pacto                  | Partido                         | Votos                           | %                               | Resultado                       |
| ------------------------ | ---------------------- | ------------------------------- | ------------------------------- | ------------------------------- | ------------------------------- |
| Ximena Zuleta Dinamarca  | Unidos por la Dignidad | PDC                             | 5.296                           | 11,07                           |                                 |
| Savka Pollak Tomasevich  | Chile Vamos            | Ind.                            | 5.107                           | 10,68                           |                                 |
| Gonzalo Montoya Riquelme | Independiente          | Ind.                            | 28.043                          | 58,64                           | Alcalde                         |
| Eduardo Espinoza Gaete   | Independiente          | Ind.                            | 9.377                           | 19,61                           |                                 |

#### Concejales electos
| Candidato                      | Pacto                         | Partido   | Votos | %    |
| ------------------------------ | ----------------------------- | --------- | ----- | ---- |
| Camila Donato Pizarro          | Chile Digno, Verde y Soberano | PCCh      | 3.985 | 8,58 |
| Margarita Figueroa Huenutripai | Chile Digno, Verde y Soberano | Ind./PCCh | 1.237 | 2,66 |
| Cristian Aguilo Armstrong      | Chile Vamos                   | RN        | 1.916 | 4,13 |
| Elizabeth Faila Campos         | Frente Amplio                 | Ind./COM  | 3.915 | 8,43 |
| Jaime López Larrain            | Frente Amplio                 | Ind./COM  | 1.102 | 2,37 |
| Robert Díaz De Block           | Unidos por la Dignidad        | Ind./PDC  | 1.343 | 2,89 |
| Paulina Torres Barrientos      | Ecologistas e Independientes  | Ind./PEV  | 1.747 | 3,76 |
| Paulo Herrera López            | Unidad por el Apruebo         | Ind./PPD  | 1.592 | 3,43 |

     Concejala que obtiene la primera mayoría de votos en las elecciones municipales, realizadas el 15 y 16 de mayo de 2021.

### Maipú

#### Alcalde
| Alcaldesa actual           | Alcaldesa actual              | Cathy Barriga Guerra (Ind.) | Cathy Barriga Guerra (Ind.) | Cathy Barriga Guerra (Ind.) | Cathy Barriga Guerra (Ind.) |
| Candidato                  | Pacto                         | Partido                     | Votos                       | %                           | Resultado                   |
| -------------------------- | ----------------------------- | --------------------------- | --------------------------- | --------------------------- | --------------------------- |
| Tomás Vodanovic Escudero   | Frente Amplio                 | RD                          | 90.286                      | 46,85                       | Alcalde                     |
| Alejandra Bustamante Neira | Unidos por la Dignidad        | PDC                         | 17.090                      | 8,87                        |                             |
| Cathy Barriga Guerra       | Chile Vamos                   | Ind.                        | 43.108                      | 22,37                       |                             |
| Viviana Delgado Riquelme   | Ecologistas e Independientes  | Ind.                        | 39.369                      | 20,43                       |                             |
| Danilo Ramírez Cortés      | Unión Patriótica              | UPA                         | 2.872                       | 1,49                        |                             |
| Ariel Ramos Stocker        | Chile Digno, Verde y Soberano | PCCh                        |                             |                             |                             |

##### Encuestas
| Encuesta        | Fecha          | Ramírez UPA | Delgado EeI | Vodanovic FA | Bustamante UxD | Barriga ChV | B/N   |
| --------------- | -------------- | ----------- | ----------- | ------------ | -------------- | ----------- | ----- |
| Encuesta        | Fecha          |             |             |              |                |             | B/N   |
| Naturalphone    | Abr 2021       | 2,0%        | 10,1%       | 27,8%        | 8,3%           | 27,6%       | 24,3% |
| La Voz de Maipú | Mar 2021       | 1,78%       | 11,30%      | 30,97%       | 14,77%         | 36,51%      | 4,68% |
| Pajaritos FM    | 15-28 Feb 2021 | 2,14%       | 15,97%      | 25,83%       | 17,45%         | 37,55%      | 1,05% |

#### Concejales electos
| Candidato                   | Pacto                         | Partido  | Votos  | %    |
| --------------------------- | ----------------------------- | -------- | ------ | ---- |
| Elizabeth González Muñoz    | Chile Digno, Verde y Soberano | PCCh     | 4.997  | 2,73 |
| Alejandro Almendares Muller | Chile Vamos                   | RN       | 7.900  | 4,31 |
| Felipe Farias López         | Frente Amplio                 | COM      | 5.881  | 3,21 |
| Camila Quiroz Viveros       | Frente Amplio                 | COM      | 5.586  | 3,05 |
| Bladymir Muñoz Acevedo      | Frente Amplio                 | RD       | 5.489  | 2,99 |
| Graciela Arochas Felber     | Unidos por la Dignidad        | PDC      | 1.851  | 1,01 |
| Alejandra Salinas Inostroza | Ecologistas e Independientes  | Ind./PEV | 10.579 | 5,77 |
| Gonzalo Ponce Bórquez       | Ecologistas e Independientes  | PEV      | 5.023  | 2,74 |
| Carolina Silva Nieto        | Unidad por el Apruebo         | PS       | 5.035  | 2,75 |
| Horacio Saaverda Núñez      | Chile Vamos                   | UDI      | 6.234  | 3,40 |

     Concejal que obtiene la primera mayoría de votos en las elecciones municipales, realizadas el 15 y 16 de mayo de 2021.

### Ñuñoa

#### Alcalde
| Alcalde actual              | Alcalde actual                | Andrés Zarhi Troy (Ind.) | Andrés Zarhi Troy (Ind.) | Andrés Zarhi Troy (Ind.) | Andrés Zarhi Troy (Ind.) |
| Candidato                   | Pacto                         | Partido                  | Votos                    | %                        | Resultado                |
| --------------------------- | ----------------------------- | ------------------------ | ------------------------ | ------------------------ | ------------------------ |
| Alejandra Placencia Cabello | Chile Digno, Verde y Soberano | PCCh                     | 24.398                   | 22,42                    |                          |
| Emilia Ríos Saavedra        | Frente Amplio                 | RD                       | 34.646                   | 31,84                    | Alcaldesa                |
| Juan Pablo Sáez Rey         | Unidos por la Dignidad        | DC                       | 16.142                   | 14,83                    |                          |
| Guido Benavides Aravena     | Chile Vamos                   | RN                       | 31.907                   | 29,32                    |                          |
| Rodrigo Maureira Vásquez    | Unión Patriótica              | UPA                      | 1.728                    | 1,59%                    |                          |
| Paula Mendoza Bravo         | Unidad por el Apruebo         | PS                       |                          |                          |                          |

##### Encuestas
| Encuesta       | Fecha          | Maureira UPA | Placencia PC | Ríos FA | Sáez UxD | Benavides ChV | B/N    |
| -------------- | -------------- | ------------ | ------------ | ------- | -------- | ------------- | ------ |
| Encuesta       | Fecha          |              |              |         |          |               | B/N    |
| Data Influye   | 11-25 Mar 2021 | 2,3%         | 11,9%        | 17,7%   | 18,8%    | 18,0%         | 31,3%  |
| Mundo Asesoría | Mar 2021       | 0,34%        | 8,45%        | 4,73%   | 12,67%   | 7,43%         | 66,39% |

#### Concejales electos
| Candidato                         | Pacto                         | Partido     | Votos | %    |
| --------------------------------- | ----------------------------- | ----------- | ----- | ---- |
| Mireya del Río Baranao            | Chile Digno, Verde y Soberano | PCCh        | 4.754 | 4,29 |
| Camilo Brodsky Bertoni            | Chile Digno, Verde y Soberano | Ind. / PCCh | 4.044 | 3,65 |
| Germán Sylvester Frías            | Chile Vamos                   | RN          | 2.949 | 2,66 |
| Daniela Bonvallet Setti           | Chile Vamos                   | Ind. / RN   | 3.044 | 2,75 |
| Verónica Chávez Gutiérrez         | Frente Amplio                 | CS          | 2.431 | 2,20 |
| María Eugenia Lorenzini Lorenzini | Frente Amplio                 | RD          | 4.415 | 3,99 |
| Alejandra Valle Salinas           | Frente Amplio                 | Ind. / COM  | 6.848 | 6,19 |
| Deborah Carvallo Contreras        | Ecologistas e Independientes  | PEV         | 3.467 | 3,13 |
| Maite Descouvieres Vargas         | Unidad por el Apruebo         | PS          | 2.631 | 2,38 |
| Julio Martínez Colina             | Chile Vamos                   | RN          | 3.067 | 2,77 |

     Concejal que obtiene la primera mayoría de votos en las elecciones municipales, realizadas el 15 y 16 de mayo de 2021.

### Pedro Aguirre Cerda

#### Alcalde
| Alcalde actual          | Alcalde actual                | Juan Rozas Romero (Ind.) | Juan Rozas Romero (Ind.) | Juan Rozas Romero (Ind.) | Juan Rozas Romero (Ind.) |
| Candidato               | Pacto                         | Partido                  | Votos                    | %                        | Resultado                |
| ----------------------- | ----------------------------- | ------------------------ | ------------------------ | ------------------------ | ------------------------ |
| Claudina Núñez Jiménez  | Chile Digno, Verde y Soberano | PCCh                     | 8.254                    | 20,33                    |                          |
| Héctor Anabalón Zurita  | Dignidad Ahora                | PH                       | 2.949                    | 7,26                     |                          |
| Juan Rozas Romero       | Independiente                 | Ind.                     | 11.921                   | 29,36                    |                          |
| Felipe Olivares Vergara | Independiente                 | Ind.                     | 3.782                    | 9,31                     |                          |
| Luis Astudillo Peiretti | Independiente                 | Ind.                     | 13.698                   | 33,74                    | Alcalde                  |

#### Concejales electos
| Candidato                  | Pacto                         | Partido  | Votos | %    |
| -------------------------- | ----------------------------- | -------- | ----- | ---- |
| Nelson Cornejo Neira       | Chile Digno, Verde y Soberano | PCCh     | 2.058 | 5,25 |
| Elizabeth Jiménez Oliva    | Chile Digno, Verde y Soberano | PCCh     | 1.605 | 4,1  |
| Romina Fuentealba Padilla  | Frente Amplio                 | CS       | 678   | 1,73 |
| Francisco Fernández Arenas | Unidos por la Dignidad        | Ind./PDC | 709   | 1,81 |
| Jorge Saavedra Caimanque   | Dignidad Ahora                | Ind./PI  | 1.677 | 4,28 |
| Gladys Berrios Parra       | Unidad por el Apruebo         | PS       | 1.193 | 3,04 |
| Evaristo Aravena Toledo    | Radicales e Independientes    | PR       | 967   | 2,47 |
| Aliosha Reinoso Duran      | Independiente                 | Ind.     | 3.204 | 8,18 |

     Concejal que obtiene la primera mayoría de votos en las elecciones municipales, realizadas el 15 y 16 de mayo de 2021.

### Peñalolén

#### Alcalde
| Alcaldesa actual                  | Alcaldesa actual              | Carolina Leitao Álvarez-Salamanca (DC) | Carolina Leitao Álvarez-Salamanca (DC) | Carolina Leitao Álvarez-Salamanca (DC) | Carolina Leitao Álvarez-Salamanca (DC) |
| Candidato                         | Pacto                         | Partido                                | Votos                                  | %                                      | Resultado                              |
| --------------------------------- | ----------------------------- | -------------------------------------- | -------------------------------------- | -------------------------------------- | -------------------------------------- |
| Raúl Moraga Lagarrigue            | Chile Digno, Verde y Soberano | PCCh                                   | 4.233                                  | 4,83                                   |                                        |
| Miguel Concha Manso               | Frente Amplio                 | RD                                     | 24.177                                 | 27,59                                  |                                        |
| Carolina Leitao Álvarez-Salamanca | Unidos por la Dignidad        | DC                                     | 28.377                                 | 32,38                                  | Alcaldesa                              |
| Carlos Alarcón Castro             | Chile Vamos                   | Ind.                                   | 17.277                                 | 19,71                                  |                                        |
| Lautaro Guanca Vallejos           | Dignidad Ahora                | PI                                     | 12.767                                 | 14,57                                  |                                        |
| Salvador Aravena Pérez            | Unión Patriótica              | UPA                                    | 810                                    | 0,92                                   |                                        |

#### Concejales electos
| Candidato                    | Pacto                         | Partido     | Votos | %    |
| ---------------------------- | ----------------------------- | ----------- | ----- | ---- |
| Mauricio Aguilar Debenedetti | Chile Digno, Verde y Soberano | PCCh        | 1.997 | 2,42 |
| Humberto Artigas Soto        | Chile Digno, Verde y Soberano | Ind. / FRVS | 1.598 | 1,93 |
| Claudia Mora Vega            | Chile Vamos                   | RN          | 3.743 | 4,52 |
| Sylvia Castro González       | Frente Amplio                 | CS          | 2.787 | 3,37 |
| Iván Tapia Peñaloza          | Frente Amplio                 | CS          | 2.334 | 2,82 |
| Ximena Llamín Hueichán       | Unidos por la Dignidad        | PDC         | 2.951 | 3,57 |
| Félix Bezares Ávalos         | Dignidad Ahora                | Ind. / PI   | 2.361 | 2,86 |
| Pamela García Román          | Ecologistas e Independientes  | Ind. / PEV  | 2.283 | 2,76 |
| Rosa Jiménez Díaz            | Unidad por el Apruebo         | PS          | 1.302 | 1,57 |
| Pamela Jofré Delgado         | Unidad por el Apruebo         | Ind. / PPD  | 1.628 | 1,97 |

     Concejal que obtiene la primera mayoría de votos en las elecciones municipales, realizadas el 15 y 16 de mayo de 2021.

### Providencia

#### Alcalde
| Alcaldesa actual      | Alcaldesa actual | Evelyn Matthei Fornet (UDI) | Evelyn Matthei Fornet (UDI) | Evelyn Matthei Fornet (UDI) | Evelyn Matthei Fornet (UDI) |
| Candidata             | Pacto            | Partido                     | Votos                       | %                           | Resultado                   |
| --------------------- | ---------------- | --------------------------- | --------------------------- | --------------------------- | --------------------------- |
| Evelyn Matthei Fornet | Chile Vamos      | UDI                         | 46.890                      | 54.86                       | Alcaldesa                   |
| Verónica Pardo Lagos  | Independiente    | Ind.                        | 38.582                      | 45.14                       |                             |

#### Concejales electos
| Candidato                   | Pacto                         | Partido  | Votos | %    |
| --------------------------- | ----------------------------- | -------- | ----- | ---- |
| Luis Ibacache Silva         | Chile Digno, Verde y Soberano | PCCh     | 2.222 | 2,70 |
| Manuel Monckeberg Balmaceda | Chile Vamos                   | RN       | 7.855 | 9,53 |
| Cristofer Brunetti Núñez    | Chile Vamos                   | RN       | 1.173 | 1,42 |
| Matías Bellolio Merino      | Republicanos                  | PRCh     | 1.387 | 1,68 |
| Tomás Echiburu Altamirano   | Frente Amplio                 | RD       | 2.374 | 2,88 |
| Macarena Fernández Donoso   | Frente Amplio                 | CS       | 3.799 | 4,61 |
| Pablo Jaeger Cousiño        | Unidos por la Dignidad        | PDC      | 1.494 | 1,81 |
| Josefa Errázuriz Guilisasti | Unidad por el Apruebo         | Ind./PPD | 3.377 | 4,10 |
| Raphael Bergoeing Vela      | Chile Vamos                   | Evópoli  | 3.784 | 4,59 |
| Christian Espejo Muñoz      | Chile Vamos                   | UDI      | 2.365 | 2,87 |

     Concejal que obtiene la primera mayoría de votos en las elecciones municipales, realizadas el 15 y 16 de mayo de 2021.

### Pudahuel

#### Alcalde
| Alcalde actual             | Alcalde actual                | Johnny Carrasco (PS) | Johnny Carrasco (PS) | Johnny Carrasco (PS) | Johnny Carrasco (PS) |
| Candidato                  | Pacto                         | Partido              | Votos                | %                    | Resultado            |
| -------------------------- | ----------------------------- | -------------------- | -------------------- | -------------------- | -------------------- |
| Gonzalo Lizana Cofré       | Chile Digno, Verde y Soberano | PCCh                 | 9.938                | 13,85                |                      |
| Mónica Sánchez Aceituno    | Unidos por la Dignidad        | Ind.                 | 18.277               | 25,47                |                      |
| Cristian Norambuena Castro | Chile Vamos                   | UDI                  | 9.212                | 12,84                |                      |
| Ítalo Bravo Lizana         | Dignidad Ahora                | PI                   | 19.727               | 27,49                | Alcalde              |
| Alejandro Barra Orellana   | Unión Patriótica              | UPA                  | 759                  | 1,06                 |                      |
| Manuel Ibarra Mondaca      | Independiente                 | Ind.                 | 13.851               | 19,30                |                      |

##### Encuesta
| Encuesta          | Fecha    | Barra UPA | Bravo PI | Lizana PCCh | Sánchez UxD | Ibarra Ind. | Norambuena ChV | B/N |
| ----------------- | -------- | --------- | -------- | ----------- | ----------- | ----------- | -------------- | --- |
| Encuesta          | Fecha    |           |          |             |             |             |                | B/N |
| Dinámica Estudios | Abr 2021 | 2,2%      | 9,3%     | 10,0%       | 43,8%       | 11,0%       | 23,7%          |     |

#### Concejales electos
| Candidato                  | Pacto                         | Partido   | Votos | %    |
| -------------------------- | ----------------------------- | --------- | ----- | ---- |
| Esteban Sepúlveda Reyes    | Chile Digno, Verde y Soberano | PCCh      | 2.537 | 3,70 |
| Carolina Seguel Hidalgo    | Chile Digno, Verde y Soberano | PCCh      | 2.023 | 2,95 |
| José Escobar Rodríguez     | Frente Amplio                 | RD        | 1.800 | 2,63 |
| Patricio Cisternas Monreal | Unidos por la Dignidad        | PDC       | 991   | 1,45 |
| Cinthya Muñoz Escanilla    | Dignidad Ahora                | PI        | 2.764 | 4,03 |
| Sandy Muñoz Poblete        | Dignidad Ahora                | PI        | 2.270 | 3,31 |
| Javiera Soto Fuentes       | Dignidad Ahora                | Ind. / PH | 2.627 | 3,83 |
| Alda Magaña Leiva          | Unidad por el Apruebo         | PS        | 1.737 | 2,54 |
| Cristian Véliz Solís       | Unidad por el Apruebo         | PPD       | 2.031 | 2,96 |
| Gisela Vila Ruz            | Chile Vamos                   | UDI       | 1.165 | 1,70 |

     Concejal que obtiene la primera mayoría de votos en las elecciones municipales, realizadas el 15 y 16 de mayo de 2021.

### Quilicura

#### Alcalde
| Alcalde actual              | Alcalde actual | Juan Carrasco Contreras (PCCh) | Juan Carrasco Contreras (PCCh) | Juan Carrasco Contreras (PCCh) | Juan Carrasco Contreras (PCCh) |
| Candidato                   | Pacto          | Partido                        | Votos                          | %                              | Resultado                      |
| --------------------------- | -------------- | ------------------------------ | ------------------------------ | ------------------------------ | ------------------------------ |
| Paulina Bobadilla Navarrete | Frente Amplio  | Ind.                           | 13.955                         | 21,56                          | Alcaldesa                      |
| Óscar Saldaña Abarca        | Independiente  | Ind.                           | 13.801                         | 21,32                          |                                |
| Alejandro Martínez González | Independiente  | Ind.                           | 11.653                         | 18,01                          |                                |
| César Vega Lazo             | Independiente  | Ind.                           | 4.222                          | 6,52                           |                                |
| Paola Romero Valdivia       | Independiente  | Ind.                           | 10.476                         | 16,19                          |                                |
| Jaime Aceiton Vásquez       | Independiente  | Ind.                           | 3.302                          | 5,10                           |                                |
| Mario Alvear Gilberto       | Independiente  | Ind.                           | 7.310                          | 11,29                          |                                |

#### Concejales electos
| Candidato                 | Pacto                         | Partido  | Votos | %    |
| ------------------------- | ----------------------------- | -------- | ----- | ---- |
| Daniela Cuevas Fuentes    | Chile Digno, Verde y Soberano | PCCh     | 2.480 | 3,97 |
| Miguel Astudillo Cáceres  | Chile Vamos                   | RN       | 1.295 | 2,07 |
| Lorena Ayala Galaz        | Frente Amplio                 | Ind./RD  | 2.863 | 4,58 |
| María Margarita Indo Romo | Unidos por la Dignidad        | PDC      | 1.755 | 2,81 |
| Gonzalo López Pizarro     | Dignidad Ahora                | PH       | 1.554 | 2,49 |
| Alexandra Arancibia Olea  | Ecologistas e Independientes  | Ind./PEV | 3.792 | 6,07 |
| Nicolás Quiroz Venegas    | Ecologistas e Independientes  | Ind./PEV | 1.737 | 2,78 |
| Juan Pablo Muñoz Milla    | Unidad por el Apruebo         | Ind./PPD | 2.508 | 4,01 |

     Concejal que obtiene la primera mayoría de votos en las elecciones municipales, realizadas el 15 y 16 de mayo de 2021.

### Quinta Normal

#### Alcalde
| Alcaldesa actual          | Alcaldesa actual              | Carmen Gloria Fernández Valenzuela (PDC) | Carmen Gloria Fernández Valenzuela (PDC) | Carmen Gloria Fernández Valenzuela (PDC) | Carmen Gloria Fernández Valenzuela (PDC) |
| Candidato                 | Pacto                         | Partido                                  | Votos                                    | %                                        | Resultado                                |
| ------------------------- | ----------------------------- | ---------------------------------------- | ---------------------------------------- | ---------------------------------------- | ---------------------------------------- |
| Karina Delfino Mussa      | Unidad por el Apruebo         | PS                                       | 17.546                                   | 42,38                                    | Alcaldesa                                |
| Pablo Reyes Flores        | Chile Digno, Verde y Soberano | PCCh                                     | 2.800                                    | 6,76                                     |                                          |
| Juan Pablo Sanhueza       | Frente Amplio                 | Com.                                     | 2.911                                    | 7,03                                     |                                          |
| Francisco Duarte Díaz     | Unidos por la Dignidad        | DC                                       | 3.798                                    | 9,17                                     |                                          |
| Felipe Mora Morgado       | Chile Vamos                   | UDI                                      | 5.573                                    | 13,46                                    |                                          |
| Sergio Montrone Troncoso  | Independiente                 | Ind.                                     | 2.745                                    | 6,63                                     |                                          |
| Verónica Montecinos Ortiz | Independiente                 | Ind.                                     | 6.026                                    | 14,56                                    |                                          |

#### Concejales electos
| Candidato                      | Pacto                         | Partido  | Votos | %    |
| ------------------------------ | ----------------------------- | -------- | ----- | ---- |
| Adriano Castillo Herrera       | Radicales                     | Ind./PR  | 2.222 | 2,70 |
| Eduardo Valdes San Martin      | Independiente                 | IND      | 3.517 | 8,73 |
| Nicolás Jaramillo Méndez       | Chile Vamos                   | UDI      | 991   | 2,46 |
| Yohana Cáceres Lloncon         | Unidad por el Apruebo         | PS       | 2.303 | 5,72 |
| Sebastián Alburquenque Garrido | Unidad por el Apruebo         | Ind./PS  | 1.394 | 3,46 |
| Margarita Ruz Olivares         | Unidos por la Dignidad        | PDC      | 1.343 | 3,33 |
| Antonieta Flores Miranda       | Frente Amplio                 | Ind./Com | 1.259 | 3,13 |
| Matilde Pérez Ravelo           | Chile Digno, Verde y Soberano | PCCh     | 1.795 | 4,46 |

     Concejal que obtiene la primera mayoría de votos en las elecciones municipales, realizadas el 15 y 16 de mayo de 2021.

### Recoleta

#### Alcalde
| Alcalde actual          | Alcalde actual                | Daniel Jadue Jadue (PCCh) | Daniel Jadue Jadue (PCCh) | Daniel Jadue Jadue (PCCh) | Daniel Jadue Jadue (PCCh) |
| Candidato               | Pacto                         | Partido                   | Votos                     | %                         | Resultado                 |
| ----------------------- | ----------------------------- | ------------------------- | ------------------------- | ------------------------- | ------------------------- |
| Daniel Jadue Jadue      | Chile Digno, Verde y Soberano | PCCh                      | 35.307                    | 64,13                     | Alcalde                   |
| José Meza Pereira       | Republicanos                  | PRCh                      | 6.631                     | 12,04                     |                           |
| Mauricio Smok Allemandi | Chile Vamos                   | UDI                       | 13.118                    | 23,83                     |                           |

#### Concejales electos
| Candidato                 | Pacto                         | Partido | Votos | %     |
| ------------------------- | ----------------------------- | ------- | ----- | ----- |
| Fares Jadue Leiva         | Chile Digno, Verde y Soberano | PCCh    | 8.456 | 15,81 |
| Natalia Cuevas Guerrero   | Chile Digno, Verde y Soberano | PCCh    | 4.089 | 7,65  |
| Cristian Weibel Avendaño  | Chile Digno, Verde y Soberano | PCCh    | 2.477 | 4,63  |
| Karen Garrido Ganga       | Chile Digno, Verde y Soberano | PCCh    | 2.965 | 5,54  |
| Joceline Parra Delgadillo | Chile Digno, Verde y Soberano | PCCh    | 2.118 | 3,96  |
| Felipe Cruz Huanchicay    | Chile Vamos                   | RN      | 1.469 | 2,75  |
| Silvana Flores Cruz       | Unidos por la Dignidad        | PDC     | 1.641 | 3,07  |
| José Salas San Juan       | Unidad por el Apruebo         | PS      | 1.070 | 2,00  |

     Concejal que obtiene la primera mayoría de votos en las elecciones municipales, realizadas el 15 y 16 de mayo de 2021.

### Renca

#### Alcalde
| Alcalde actual        | Alcalde actual | Claudio Castro Salas (Ind.) | Claudio Castro Salas (Ind.) | Claudio Castro Salas (Ind.) | Claudio Castro Salas (Ind.) |
| Candidato             | Pacto          | Partido                     | Votos                       | %                           | Resultado                   |
| --------------------- | -------------- | --------------------------- | --------------------------- | --------------------------- | --------------------------- |
| César Monsalve Ortega | Chile Vamos    | PRI                         | 3.410                       | 7,23                        |                             |
| Claudio Castro Salas  | Independiente  | Ind.                        | 43.729                      | 92,77                       | Alcalde                     |

#### Concejales electos
| Candidato                   | Pacto                         | Partido | Votos | %    |
| --------------------------- | ----------------------------- | ------- | ----- | ---- |
| Ishkra Calderón Soto        | Chile Digno, Verde y Soberano | PCCh    | 3.593 | 8.01 |
| Ana Casmino Salinas         | Chile Digno, Verde y Soberano | PCCh    | 1.559 | 3,48 |
| César Améstica Alarcón      | Frente Amplio                 | CS      | 2.155 | 4,81 |
| Claudio Sepúlveda Ormazábal | Frente Amplio                 | CS      | 1.596 | 3,56 |
| Camila Avilés Barraza       | Unidos por la Dignidad        | PDC     | 1.859 | 4,15 |
| Cecilia López Contreras     | Unidad por el Apruebo         | PS      | 1.454 | 3,24 |
| Ismael Araya Araya          | Radicales                     | Ind/PR  | 1.464 | 3,27 |
| Diego Fuentes Lira          | Radicales                     | Ind/PR  | 1.679 | 3,74 |

     Concejal que obtiene la primera mayoría de votos en las elecciones municipales, realizadas el 15 y 16 de mayo de 2021.

### San Miguel

#### Alcalde
| Alcalde actual             | Alcalde actual        | Luis Sanhueza Bravo (RN) | Luis Sanhueza Bravo (RN) | Luis Sanhueza Bravo (RN) | Luis Sanhueza Bravo (RN) |
| Candidato                  | Pacto                 | Partido                  | Votos                    | %                        | Resultado                |
| -------------------------- | --------------------- | ------------------------ | ------------------------ | ------------------------ | ------------------------ |
| David Navarro Carachi      | Unidad por el Apruebo | PR                       | 6.194                    | 13,41                    |                          |
| Érika Martínez Osorio      | Frente Amplio         | Ind.                     | 11.766                   | 25,48                    | Alcaldesa                |
| Luis Sanhueza Bravo        | Chile Vamos           | RN                       | 9.304                    | 20,15                    |                          |
| Leonel Jaramillo Coumerme  | Dignidad Ahora        | PH                       | 1.419                    | 3,07                     |                          |
| Matías Freire Vallejos     | Independiente         | Ind.                     | 10.127                   | 21,93                    |                          |
| Danilo Panes Álvarez       | Independiente         | Ind.                     | 4.518                    | 9,78                     |                          |
| Cristian Arévalo Ruz       | Independiente         | Ind.                     | 1.749                    | 3,79                     |                          |
| Francisco Herrera Riquelme | Independiente         | Ind.                     | 1.097                    | 2,38                     |                          |

### San Joaquín

#### Alcalde
| Alcalde actual          | Alcalde actual        | Sergio Echeverría García (PS) | Sergio Echeverría García (PS) | Sergio Echeverría García (PS) | Sergio Echeverría García (PS) |
| Candidato               | Pacto                 | Partido                       | Votos                         | %                             | Resultado                     |
| ----------------------- | --------------------- | ----------------------------- | ----------------------------- | ----------------------------- | ----------------------------- |
| Marcela Cortés Trujillo | Unidad por el Apruebo | Ind.                          | 11.696                        | 32,87                         |                               |
| Bruno Ñeguey Carrillo   | Chile Vamos           | Ind.                          | 3.010                         | 8,46                          |                               |
| Tatiana Marín Oliva     | Unión Patriótica      | UPA                           | 1.506                         | 4,23                          |                               |
| Cristóbal Labra Bassa   | Independiente         | Ind.                          | 19.371                        | 54,44                         | Alcalde                       |

### San Ramón
Los resultados de las elecciones municipales de San Ramón realizadas el 15 y 16 de mayo de 2021 fueron parcialmente anuladas debido a irregularidades detectadas en 65 mesas receptoras, las cuales por fallo del Segundo Tribunal Electoral de la Región Metropolitana se debieron repetir el domingo 11 de julio de 2021. A continuación se presentan los resultados de ambas elecciones (15-16 de mayo y 11 de julio), tanto para el caso de alcalde como de concejales.

#### Alcalde
| Alcalde actual                | Alcalde actual         | Miguel Aguilera Sanhueza (Ind.) | Miguel Aguilera Sanhueza (Ind.) | Miguel Aguilera Sanhueza (Ind.) | Miguel Aguilera Sanhueza (Ind.) | Miguel Aguilera Sanhueza (Ind.) | Miguel Aguilera Sanhueza (Ind.) | Miguel Aguilera Sanhueza (Ind.) |
| Candidato                     | Pacto                  | Partido                         | Votos                           | %                               | Resultado                       | Votos                           | %                               | Resultado                       |
| Candidato                     | Pacto                  | Partido                         | 15-16 de mayo de 2021           | 15-16 de mayo de 2021           | 15-16 de mayo de 2021           | 11 de julio de 2021             | 11 de julio de 2021             | 11 de julio de 2021             |
| ----------------------------- | ---------------------- | ------------------------------- | ------------------------------- | ------------------------------- | ------------------------------- | ------------------------------- | ------------------------------- | ------------------------------- |
| Miguel Bustamante Araneda     | Frente Amplio          | CS                              | 6.459                           | 18,57                           |                                 | 5.480                           | 17,35                           |                                 |
| Gustavo Eduardo Toro Quintana | Unidos por la Dignidad | PDC                             | 7.593                           | 21,83                           |                                 | 8.280                           | 26,21                           | Alcalde                         |
| David Cabedo Rosas            | Chile Vamos            | RN                              | 6.332                           | 18,20                           |                                 | 5.341                           | 16,91                           |                                 |
| Miguel Aguilera Sanhueza      | Independiente          | Ind.                            | 8.342                           | 23,98                           | Anulado                         | 7.768                           | 24,59                           |                                 |
| Miguel Pino Leyton            | Independiente          | Ind.                            | 2.078                           | 5,97                            |                                 | 1.629                           | 5,16                            |                                 |
| Genaro Balladares Schwaner    | Independiente          | Ind.                            | 3.982                           | 11,45                           |                                 | 3.092                           | 9,79                            |                                 |

#### Concejales electos
| Candidato                 | Pacto                         | Partido  | Votos                 | %                     | Votos               | %                   |
| Candidato                 | Pacto                         | Partido  | 15-16 de mayo de 2021 | 15-16 de mayo de 2021 | 11 de julio de 2021 | 11 de julio de 2021 |
| ------------------------- | ----------------------------- | -------- | --------------------- | --------------------- | ------------------- | ------------------- |
| Max Pardo Ramírez         | Chile Digno, Verde y Soberano | PCCh     | 1.178                 | 3,50                  | 1.045               | 3.43                |
| Judith Marín Morales      | Chile Vamos                   | RN       | 868                   | 2,58                  | 942                 | 3,09                |
| Maximiliano Morel Núñez   | Frente Amplio                 | RD       | 1.233                 | 3,66                  | 1.103               | 3,62                |
| Estefany Ñanculef Beltrán | Frente Amplio                 | Ind./CS  | 2.611                 | 7,76                  | 2.472               | 8,10                |
| Fidel Contreras Céspedes  | Unidos por la Dignidad        | PRO      | 1.186                 | 3,52                  | 1.107               | 3,63                |
| Claudio Tapia Díaz        | Ecologistas                   | Ind./PEV | 1.096                 | 3,26                  | 1.028               | 3,37                |
| Roxana Riquelme Tabach    | Unidad por el Apruebo         | PS       | 2.325                 | 6,91                  | 2.334               | 7,65                |
| María Jopia Sepúlveda     | Unidad por el Apruebo         | PS       | 1.135                 | 3,37                  | 1.020               | 3,34                |

     Concejal que obtiene la primera mayoría de votos en las elecciones municipales, realizadas el 15-16 de mayo de 2021 (primera votación; parcialmente anulada) y el 11 de julio de 2021 (segunda votación).

### Santiago

#### Alcalde
| Alcalde actual            | Alcalde actual                | Felipe Alessandri Vergara (RN) | Felipe Alessandri Vergara (RN) | Felipe Alessandri Vergara (RN) | Felipe Alessandri Vergara (RN) |
| Candidato                 | Pacto                         | Partido                        | Votos                          | %                              | Resultado                      |
| ------------------------- | ----------------------------- | ------------------------------ | ------------------------------ | ------------------------------ | ------------------------------ |
| Alfredo Morgado Travezan  | Unidad por el Apruebo         | PPD                            | 13.753                         | 11,72                          |                                |
| Irací Hassler Jacob       | Chile Digno, Verde y Soberano | PCCh                           | 45.377                         | 38.68                          | Alcaldesa                      |
| Felipe Alessandri Vergara | Chile Vamos                   | RN                             | 41.420                         | 35,30                          |                                |
| Helmut Kramer Ángel       | Dignidad Ahora                | PH                             | 4.711                          | 4,02                           |                                |
| Fernando Neira            | Ecologistas e Independientes  | PEV                            | 10.706                         | 9,13                           |                                |
| Boris Araos Cancino       | Unión Patriótica              | UPA                            | 1.358                          | 1,16                           |                                |

#### Concejales electos
| Candidato              | Pacto                         | Partido  | Votos | %    |
| ---------------------- | ----------------------------- | -------- | ----- | ---- |
| Dafne Concha Ferrando  | Chile Digno, Verde y Soberano | PCCh     | 7.835 | 7,01 |
| Camila Davagnino Reyes | Chile Digno, Verde y Soberano | PCCh     | 5.059 | 4,53 |
| Virginia Palma Erpel   | Chile Digno, Verde y Soberano | PCCh     | 1.830 | 1,64 |
| Juan Mena Echeverría   | Chile Vamos                   | RN       | 3.519 | 3,15 |
| Santiago Mekis Arnolds | Chile Vamos                   | RN       | 2.610 | 2,34 |
| Ana Yáñez Varas        | Frente Amplio                 | RD       | 3.978 | 3,56 |
| Yasna Tapia Cisternas  | Frente Amplio                 | COM      | 3.382 | 3,03 |
| Rosario Carvajal Araya | Dignidad Ahora                | Ind/PI   | 3.793 | 3,39 |
| Marcela Urquiza Díaz   | Ecologistas e Independientes  | Ind./PEV | 5.929 | 5,31 |
| Paola Melo Cea         | Unidad por el Apruebo         | PS       | 2.476 | 2,22 |

     Concejal que obtiene la primera mayoría de votos en las elecciones municipales, realizadas el 15 y 16 de mayo de 2021.

### Vitacura

#### Alcalde
| Alcalde actual                 | Alcalde actual         | Raúl Torrealba del Pedregal (RN) | Raúl Torrealba del Pedregal (RN) | Raúl Torrealba del Pedregal (RN) | Raúl Torrealba del Pedregal (RN) |
| Candidato                      | Pacto                  | Partido                          | Votos                            | %                                | Resultado                        |
| ------------------------------ | ---------------------- | -------------------------------- | -------------------------------- | -------------------------------- | -------------------------------- |
| Camila Merino Catalán          | Chile Vamos            | Evópoli                          | 31.646                           | 56,91                            | Alcaldesa                        |
| Cristian Araya Lerdo de Tejada | Republicanos           | PRCh                             | 17.435                           | 31,36                            |                                  |
| Darko Peric Von Bergen         | Unidos por la Dignidad | Ciu.                             | 6.524                            | 11,73                            |                                  |

#### Concejales electos
| Candidato                        | Pacto        | Partido | Votos | %     |
| -------------------------------- | ------------ | ------- | ----- | ----- |
| Maximiliano del Real Mihovilovic | Chile Vamos  | RN      | 6.409 | 11,74 |
| Felipe Irarrázaval Ovalle        | Chile Vamos  | RN      | 1.879 | 3,44  |
| Macarena Bezanilla Montes        | Chile Vamos  | RN      | 2.401 | 4,40  |
| Felipe Ross Correa               | Republicanos | PRCh    | 5.092 | 9,33  |
| Verónica del Real Cardoen        | Republicanos | PRCh    | 1.100 | 2,02  |
| Paula Domínguez Risopatrón       | Chile Vamos  | Evópoli | 2.623 | 4,81  |
| Tomás Kast Sommerhoff            | Chile Vamos  | Evópoli | 4.503 | 8,25  |
| Matías Bascuñán Montaner         | Chile Vamos  | UDI     | 1.982 | 3,63  |

     Concejal que obtiene la primera mayoría de votos en las elecciones municipales, realizadas el 15 y 16 de mayo de 2021.

## Provincia de Talagante

### El Monte

#### Alcalde
| Alcalde actual          | Alcalde actual        | Francisco Gómez (PS) | Francisco Gómez (PS) | Francisco Gómez (PS) | Francisco Gómez (PS) |
| Candidato               | Pacto                 | Partido              | Votos                | %                    | Resultado            |
| ----------------------- | --------------------- | -------------------- | -------------------- | -------------------- | -------------------- |
| Francisco Gómez Ramírez | Unidad por el Apruebo | PS                   | 4.834                | 34,94                | Alcalde              |
| John General Álvarez    | Chile Vamos           | UDI                  | 2.030                | 14,67                |                      |
| Francisco Valdés Reyes  | Dignidad Ahora        | PI                   | 3.138                | 22,68                |                      |
| Rossana Sanhueza Muñoz  | Independiente         | Ind.                 | 3.366                | 24,33                |                      |
| Fernando Armijo Muñoz   | Independiente         | Ind.                 | 467                  | 3,38                 |                      |

#### Concejales electos
| Candidato               | Pacto                  | Partido  | Votos | %    |
| ----------------------- | ---------------------- | -------- | ----- | ---- |
| Jorge Bahamonde Donoso  | Unidos por la Dignidad | Ind.     | 618   | 4,71 |
| Jorge Espinoza Cuevas   | Dignidad Ahora         | Ind./PI  | 608   | 4,63 |
| Eliana Céspedes Poblete | Unidad por el Apruebo  | PS       | 1.123 | 8,55 |
| Zandra Maulen Jofré     | Unidad por el Apruebo  | Ind./PPD | 799   | 6,09 |
| Isabel Jara Vidal       | Chile Vamos            | UDI      | 764   | 5,82 |
| Genaro Morales Alveal   | Radicales              | PR       | 684   | 5,21 |

     Concejal que obtiene la primera mayoría de votos en las elecciones municipales, realizadas el 15 y 16 de mayo de 2021.

### Isla de Maipo

#### Alcalde
| Alcalde actual            | Alcalde actual         | Carlos Adasme Godoy (PDC) | Carlos Adasme Godoy (PDC) | Carlos Adasme Godoy (PDC) | Carlos Adasme Godoy (PDC) |
| Candidato                 | Pacto                  | Partido                   | Votos                     | %                         | Resultado                 |
| ------------------------- | ---------------------- | ------------------------- | ------------------------- | ------------------------- | ------------------------- |
| Carlos Adasme Godoy       | Unidos por la Dignidad | PDC                       | 5.018                     | 36,72                     |                           |
| Juan Olave Cambara        | Chile Vamos            | Ind.                      | 5.167                     | 37,81                     | Alcalde                   |
| Carlos Maureira Navarrete | Dignidad Ahora         | Ind.                      | 2.966                     | 21,70                     |                           |
| Pedro Kunstmann Pérez     | Independiente          | Ind.                      | 515                       | 3,77                      |                           |

#### Concejales electos
| Candidato                   | Pacto                  | Partido | Votos | %    |
| --------------------------- | ---------------------- | ------- | ----- | ---- |
| Hernán Leiva Lissembart     | Chile Vamos            | RN      | 752   | 5,63 |
| Cristián Allendes Inostroza | Unidos por la Dignidad | PDC     | 612   | 4,58 |
| Jorge Alfaro Acevedo        | Dignidad Ahora         | PI      | 1.300 | 9,74 |
| Valeria Manríquez Urrea     | Unidad por el Apruebo  | PS      | 993   | 7,44 |
| Daniela González Marchant   | Chile Vamos            | UDI     | 811   | 6,08 |
| Verónica Vargas Alfaro      | Radicales              | PR      | 1.126 | 8,44 |

     Concejal que obtiene la primera mayoría de votos en las elecciones municipales, realizadas el 15 y 16 de mayo de 2021.

### Padre Hurtado

#### Alcalde
| Alcalde actual             | Alcalde actual        | José Miguel Arellano Merino (RN) | José Miguel Arellano Merino (RN) | José Miguel Arellano Merino (RN) | José Miguel Arellano Merino (RN) |
| Candidato                  | Pacto                 | Partido                          | Votos                            | %                                | Resultado                        |
| -------------------------- | --------------------- | -------------------------------- | -------------------------------- | -------------------------------- | -------------------------------- |
| Felipe Muñoz Heredia       | Unidad por el Apruebo | PS                               | 8.706                            | 39,20                            | Alcalde                          |
| Amaro Fuentes Vargas       | Chile Vamos           | RN                               | 5.400                            | 24,32                            |                                  |
| Ronnie Barria Gatica       | Unión Patriótica      | UPA                              | 253                              | 1,14                             |                                  |
| Julio Bravo Villaroel      | Independiente         | Ind.                             | 4,976                            | 22,41                            |                                  |
| Francisco Cartagena Jessen | Independiente         | Ind.                             | 2.873                            | 12,94                            |                                  |

#### Concejales electos
| Candidato               | Pacto                  | Partido | Votos | %    |
| ----------------------- | ---------------------- | ------- | ----- | ---- |
| Maricel Arellano Merino | Chile Vamos            | RN      | 1.479 | 6,81 |
| Rocío López Céspedes    | Frente Amplio          | CS      | 1.823 | 8,39 |
| Marta Piña Hueche       | Unidos por la Dignidad | Ind.    | 925   | 4,26 |
| Miguel Ramos Pino       | Unidad por el Apruebo  | PS      | 1.559 | 7,18 |
| Patricio Muñoz Vegas    | Unidad por el Apruebo  | PPD     | 1.162 | 5,35 |
| Ignacio Arias Díaz      | Radicales              | Ind./PR | 931   | 4,29 |

     Concejal que obtiene la primera mayoría de votos en las elecciones municipales, realizadas el 15 y 16 de mayo de 2021.

### Peñaflor

#### Alcalde
| Alcalde actual           | Alcalde actual               | Nibaldo Meza (PDC) | Nibaldo Meza (PDC) | Nibaldo Meza (PDC) | Nibaldo Meza (PDC) |
| Candidato                | Pacto                        | Partido            | Votos              | %                  | Resultado          |
| ------------------------ | ---------------------------- | ------------------ | ------------------ | ------------------ | ------------------ |
| Nibaldo Meza Garfia      | Unidos por la Dignidad       | PDC                | 18.600             | 50,00              | Alcalde            |
| Manuel Fuentes Rosales   | Chile Vamos                  | UDI                | 10.604             | 28,51              |                    |
| Emma Morales Arzola      | Dignidad Ahora               | PI                 | 1.289              | 3,47               |                    |
| Juan Mena Jil            | Ecologistas e Independientes | Ind.               | 1.768              | 4,75               |                    |
| Diego San Martin Velasco | Independiente                | Ind.               | 4.937              | 13,27              |                    |

#### Concejales electos
| Candidato                     | Pacto                         | Partido  | Votos | %    |
| ----------------------------- | ----------------------------- | -------- | ----- | ---- |
| José Hernán Cárcamo Morales   | Chile Digno, Verde y Soberano | PCCh     | 1.458 | 4,13 |
| Mario Valenzuela Erazo        | Chile Vamos                   | RN       | 1.124 | 3,18 |
| Sebastián Contreras Uribe     | Frente Amplio                 | Ind./COM | 1.264 | 3,58 |
| Fernando San Martín Díaz      | Unidos por la Dignidad        | PRO      | 1.449 | 4,10 |
| Cristian Martin Moraga        | Unidos por la Dignidad        | Ind./PDC | 996   | 2,82 |
| Scarlett Navarrete Aguilera   | Unidad por el Apruebo         | PS       | 748   | 2,12 |
| Eduardo Castro Ponce          | Chile Vamos                   | UDI      | 1.094 | 3,10 |
| José Ignacio Cassina González | Independiente                 | Ind.     | 3.404 | 9,63 |

     Concejal que obtiene la primera mayoría de votos en las elecciones municipales, realizadas el 15 y 16 de mayo de 2021.

### Talagante

#### Alcalde
| Alcalde actual          | Alcalde actual        | Carlos Álvarez (PS) | Carlos Álvarez (PS) | Carlos Álvarez (PS) | Carlos Álvarez (PS) |
| Candidato               | Pacto                 | Partido             | Votos               | %                   | Resultado           |
| ----------------------- | --------------------- | ------------------- | ------------------- | ------------------- | ------------------- |
| Carlos Álvarez Esteban  | Unidad por el Apruebo | PS                  | 18.196              | 65,61               | Alcalde             |
| Patricio Huerta Moraga  | Chile Vamos           | RN                  | 4.338               | 15,64               |                     |
| Nancy Stowhas Rodríguez | Independiente         | Ind.                | 5.199               | 18,75               |                     |

#### Concejales electos
| Candidato                    | Pacto                  | Partido | Votos | %     |
| ---------------------------- | ---------------------- | ------- | ----- | ----- |
| Purísima Macaya Vargas       | Chile Vamos            | RN      | 564   | 2,12  |
| Fernando González Martínez   | Unidos por la Dignidad | PRO     | 2.221 | 8,34  |
| María Cecilia Cartagena Toro | Unidos por la Dignidad | Ind.    | 2.010 | 7,55  |
| Sebastián Rosas Guerrero     | Unidad por el Apruebo  | PS      | 3.696 | 13,88 |
| Ricardo Bravo Espinoza       | Unidad por el Apruebo  | Ind./PS | 1.123 | 4,22  |
| Andrés Llorente Elexpuru     | Chile Vamos            | UDI     | 1.420 | 5,33  |

     Concejal que obtiene la primera mayoría de votos en las elecciones municipales, realizadas el 15 y 16 de mayo de 2021.